# Kitchen Impossible

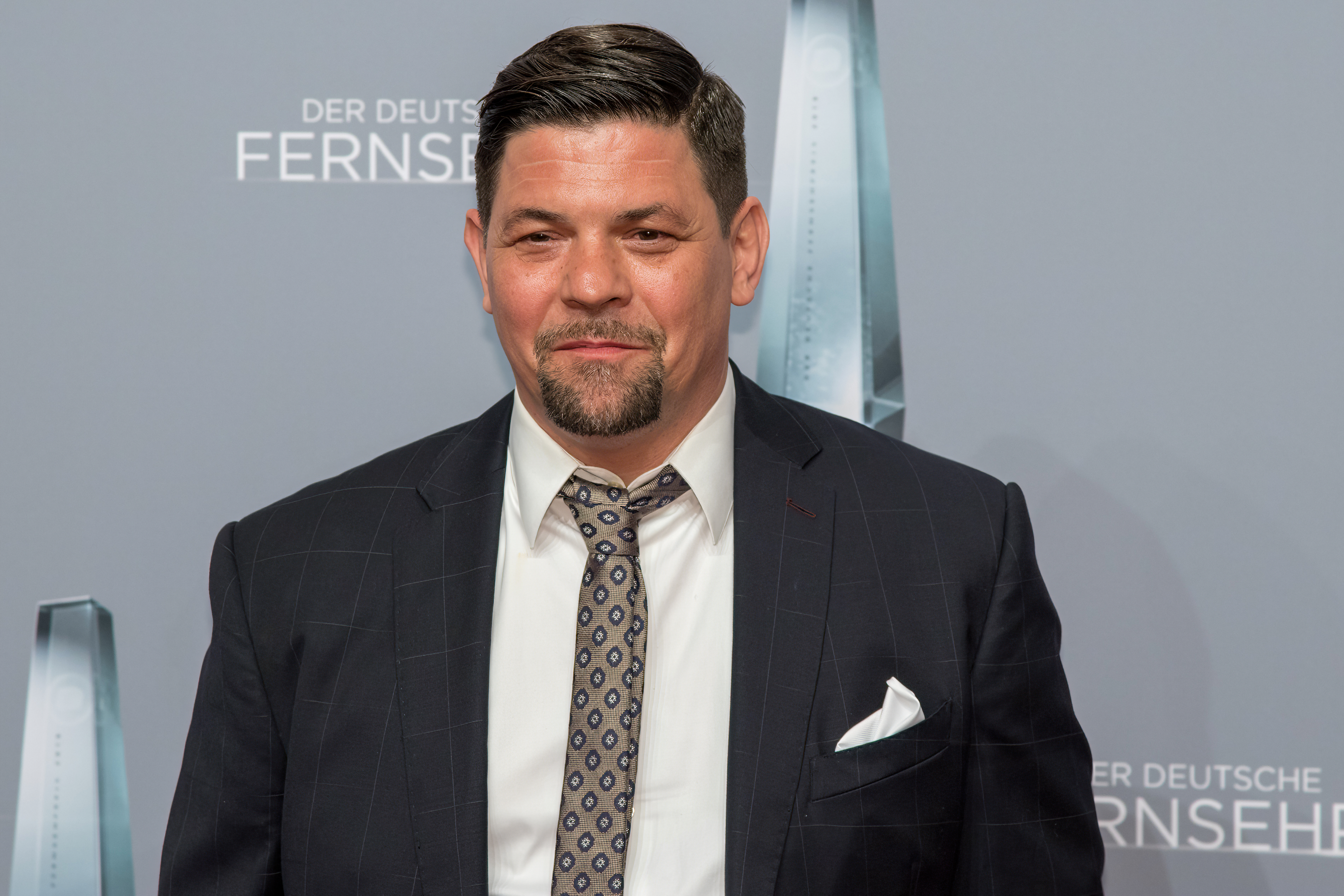
Tim Mälzer

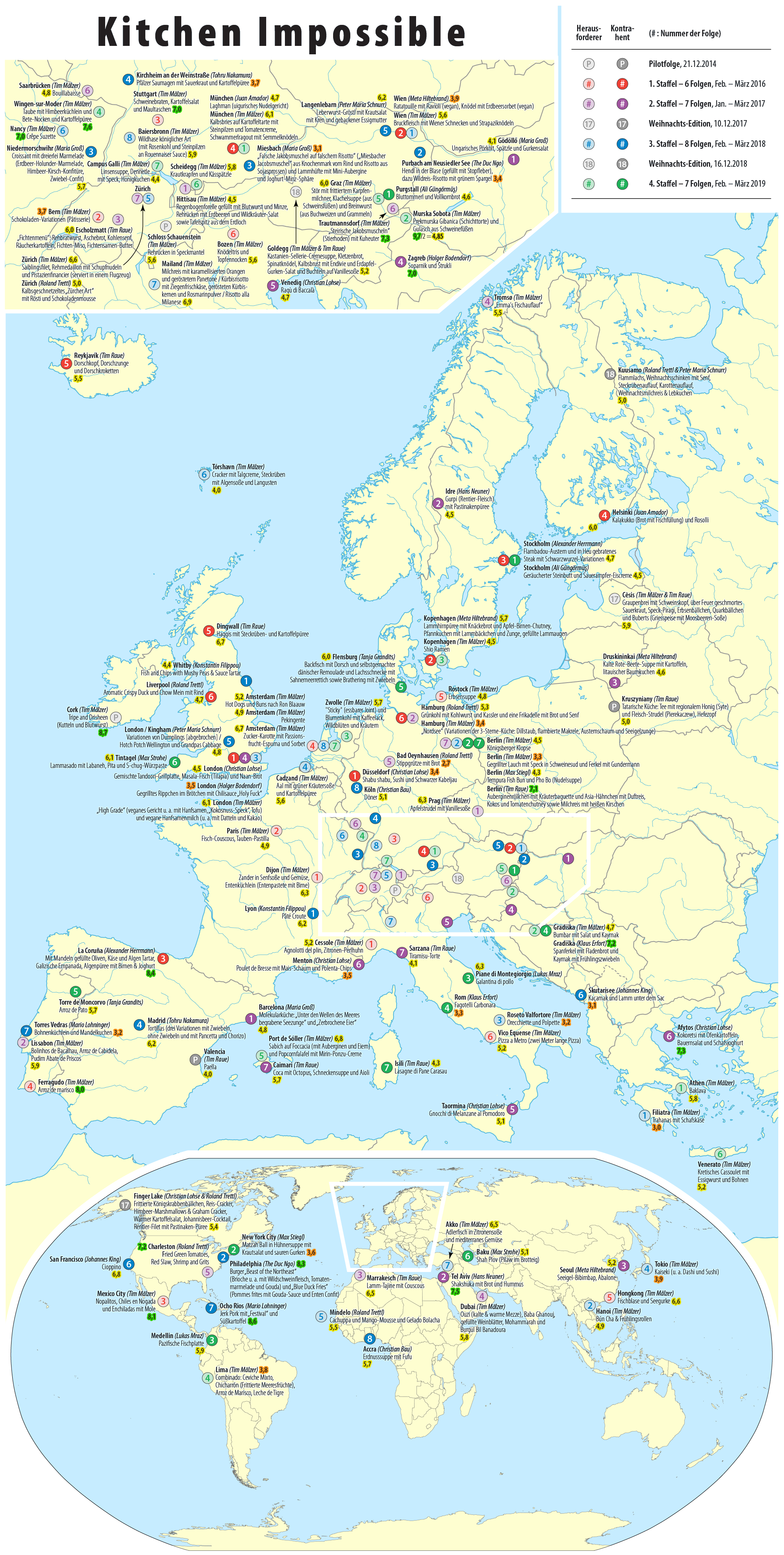
Austragungsorte von Kitchen Impossible (Staffel 1 bis 4)

Kitchen Impossible ist eine Kochshow des Fernsehsenders VOX.
In der Show treten zwei prominente Sterne- oder Fernsehköche gegeneinander an. Ziel ist es, in zwei Ländern eine einheimische Spezialität eines örtlichen Spitzenkoches, seltener Hobbykoches, ohne Wissen der kompletten Zutatenliste perfekt nachzukochen. Stammgäste, Freunde oder Familienmitglieder des ortsansässigen Koches werden danach gebeten, zu bewerten, wie nah das nachgekochte Gericht geschmacklich an das Original heranreicht. Der Koch mit der insgesamt besseren Bewertung gewinnt das Duell. Mit Ausnahme von drei Folgen war der Fernsehkoch Tim Mälzer immer als einer der Duellanten gesetzt.

## Reguläre Ausstrahlung und Produktion
| Pilotfolge                    | 1          | 23. Dezember 2014/ 1. März 2015 | -              |
| 1                             | 6          | 7. Februar 2016                 | 13. März 2016  |
| 2                             | 7          | 29. Januar 2017                 | 12. März 2017  |
| Die Weihnachts-Edition (2017) | 1          | 10. Dezember 2017               | -              |
| 3                             | 8          | 4. Februar 2018                 | 25. März 2018  |
| Die Weihnachts-Edition (2018) | 1          | 16. Dezember 2018               | -              |
| 4                             | 7          | 3. Februar 2019                 | 17. März 2019  |
| 5                             | 10 (2 + 8) | 1. Dezember 2019                | 29. März 2020  |
| Die Weihnachts-Edition (2019) | 1          | 15. Dezember 2019               | -              |
| Die Weihnachts-Edition (2020) | 1          | 13. Dezember 2020               | -              |
| 6                             | 6          | 14. Februar 2021                | 21. März 2021  |
| 7                             | 10 (1 + 9) | 12. Dezember 2021               | 3. April 2022  |
| Die Weihnachts-Edition (2021) | 1          | 19. Dezember 2021               | -              |
| Die Weihnachts-Edition (2022) | 1          | 11. Dezember 2022               | -              |
| 8                             | 8          | 12. Februar 2023                | 2. April 2023  |
| Die Weihnachts-Edition (2023) | 1          | 03. Dezember 2023               | -              |
| 9                             | 8          | 25. Februar 2024                | 21. April 2024 |
| Die Weihnachts-Edition (2024) | 1          | 22. Dezember 2024               | -              |
| 10                            | 8          | 27. April 2025                  | 22. Juni 2025  |

Die Sendung wurde erstmals am 23. Dezember 2014 ausgestrahlt und erreichte nur unzulängliche Einschaltquoten. Jedoch glaubte der Sender an das Potenzial der Show, weshalb die Pilotfolge am 1. März 2015 erneut ausgestrahlt wurde. Sie überzeugte dort mit Marktanteilen oberhalb derer der Erstausstrahlung, weshalb man eine Staffel mit sechs weiteren Folgen orderte. Diese Folgen waren seit dem 7. Februar 2016 zu sehen und wurden im Sommer 2016 wiederholt. In Staffel 1 wie auch in der Pilotfolge war der Fernsehkoch Tim Mälzer immer als einer der Duellanten gesetzt. Dies ist faktisch erst wieder ab Staffel 4 der Fall.
Am 29. Februar 2016 wurde eine zweite Staffel der Sendung bestellt. Dabei war Mälzer nicht an allen Episoden beteiligt und wurde in einzelnen Episoden durch Tim Raue oder Roland Trettl vertreten. Die Ausstrahlung fand seit 29. Januar 2017 statt. Auch hier fand eine Wiederholung im Sommer selbigen Jahres statt, deren Ausstrahlung jedoch nicht in der Original-Reihenfolge erfolgte.
Anfang März 2017 bestellte VOX eine dritte Staffel. Für die Zeit zwischen der zweiten und dritten Staffel wurde eine „Weihnachts-Edition“ produziert, die im Dezember 2017 ausgestrahlt wurde. Die acht Folgen umfassende dritte Staffel lief seit dem 4. Februar 2018 bis zum 25. März 2018. In Staffel 3 tritt Mälzer in allen Folgen bis auf einer zu sämtlichen Duellen an. Jene Folge, an welcher er nicht teilnimmt, ist dabei Material, welches ursprünglich für Staffel 2 gedreht wurde, zuvor jedoch nicht gesendet wurde.
Die Verlängerung um eine 4. Staffel, vor welcher erneut ein Weihnachtsspecial gesendet wurde, wurde im Anschluss an die 3. Staffel bekanntgegeben. Die Wiederholung der 3. Staffel begann am 7. Oktober 2018, wobei es erstmals zu Wiederholungen am Sonntag- anstatt Montagabend kam. Wie bei Staffel 2, wurden die Wiederholungen in veränderter Reihenfolge gesendet, beginnend mit dem Duell mit Mario Lohninger, allerdings erstmals auch mit Folgen vergangener Staffeln vermischt, so auch der Pilotfolge, auf welche Mälzer zusammen mit Tim Raue vier Jahre nach deren Produktion in neu gedrehtem Material zurückblickte. Dadurch kam es jedoch zum Umstand, dass nicht alle Folgen der 3. Staffel erneut gezeigt wurden. Für die Vorweihnachtszeit der Jahre 2017 und 2018 wurde zudem je eine sogenannte „Weihnachts-Edition“ gedreht.
Die vierte Staffel der Sendung wurde vom 3. Februar 2019 bis zum 17. März 2019 ausgestrahlt, angeschlossen von einer Wiederholungsfolge aus Staffel 3 in der darauffolgenden Woche. Ab dieser Staffel waren die Folgen erstmals bereits in der Woche vor TV-Ausstrahlung bei TVNOW abrufbar. Auch im Sommer 2019 waren Wiederholungen aus verschiedenen Staffeln am Montagabend im Programm. Im November 2019 wurde bekannt gegeben, dass erstmals der Start einer neuen Staffel in den Dezember eines Jahres vorgezogen wird und damit erstmals zwei Staffeln mit neuen Folgen innerhalb eines Jahres zu sehen sind. Die Ausstrahlung dieser fand am 2. und 8. Dezember 2019 statt, angeschlossen von der 3. Weihnachts-Edition am darauffolgenden Sonntag. Die Fortsetzung der Staffel fand seit dem 9. Februar 2020 bis zum 29. März 2020 statt, angeschlossen von der Wiederholung der Folge mit Max Stiegl aus Staffel 4, einer erneuten Ausstrahlung der Folge mit Nenad Mlinarevic aus dem Dezember 2019 und drei Best-Of-Folgen.
Zur Ausstrahlung der 6. Staffel, zu welcher Ende Mai 2020 bekanntgegeben wurde, dass die bereits zuvor begonnenen Dreharbeiten zur innerhalb der kommenden Wochen wieder aufgenommen werden sollen, die Episoden wegen der Auswirkungen der COVID-19-Pandemie allerdings hauptsächlich in Deutschland und dem deutschsprachigen Raum gedreht werden, kam es seit dem 14. Februar 2021, angefangen mit einem Duell mit Ludwig Maurer, Unmittelbar nach der letzten neuen Folge im März 2021, gab der Sender bekannt, dass die Sendung um eine 7. Staffel verlängert wurde, deren Dreharbeiten, trotz weiterer Auswirkungen der COVID-19-Pandemie, spätestens im April 2021 begannen, wobei Aufnahmen Mälzers in Wien gemacht wurden. Weitere Aufnahmen wurden im Bayerischen Wald gemacht, wobei Mälzer sich bei einem Unfall verletzte. Diese siebte Staffel startete im Dezember 2021 mit einem Duell mit Monika Fuchs, angeschlossen von der 5. Weihnachts-Edition in der Folgewoche. Weitere Episoden wurden ab 6. Februar 2022 ausgestrahlt und erstreckten sich bis Anfang April 2022. Zur Ausstrahlung der Weihnachts-Edition 2022 kam es am 11. Dezember 2022, welcher in den vorherigen Wochen mehrere als Classics Replay bezeichnete alte Folgen verschiedener Staffeln vorangegangen waren. Die 8. Staffel wurde ab 12. Februar 2023 bis zum 3. April 2023 ausgestrahlt. Am 3. Dezember 2023 kam es zur Ausstrahlung der Weihnachts-Edition 2023. Staffel 9 wurde ab 25. Februar 2024 ausgestrahlt, womit der Staffelstart so spät wie noch nie im Monat Februar erfolgte, was nur noch von der erst Ende April 2025 startenden zehnten Staffel überboten wurde.

## Sendungen
Die Gesamtsieger der einzelnen Sendungen werden im Folgenden im Abschnitt „Köche“ namentlich fett dargestellt.

### Pilotfolge
In der Pilotfolge kochte Mälzer gegen Tim Raue.
| # | Erstausstrahlung  | Köche                | Tim Mälzer           | Tim Mälzer                                       | Tim Mälzer | Tim Raue    | Tim Raue                                                                                      | Tim Raue |
| # | Erstausstrahlung  | Köche                | Länder               | Gericht                                          | Punkte     | Länder      | Gericht                                                                                       | Punkte   |
| - | ----------------- | -------------------- | -------------------- | ------------------------------------------------ | ---------- | ----------- | --------------------------------------------------------------------------------------------- | -------- |
| 1 | 23. Dezember 2014 | Tim Mälzer, Tim Raue | Schloss Schauenstein | Rehrücken in Speckmantel (nach Andreas Caminada) | 5,6/10     | Kruszyniany | Tatarische Küche: Tee mit regionalem Honig (Syte) und Fleisch-Strudel (Pierekaczew), Hefezopf | 5,0/10   |
| 1 | 23. Dezember 2014 | Tim Mälzer, Tim Raue | Cork                 | Tripe and Drisheen (Kutteln und Blutwurst)       | 8,7/10     | Valencia    | Paella Valenciana                                                                             | 4,0/10   |
| 1 | 23. Dezember 2014 | Gesamt               | 14,3/20              | 14,3/20                                          | 14,3/20    | 9,0/20      | 9,0/20                                                                                        | 9,0/20   |

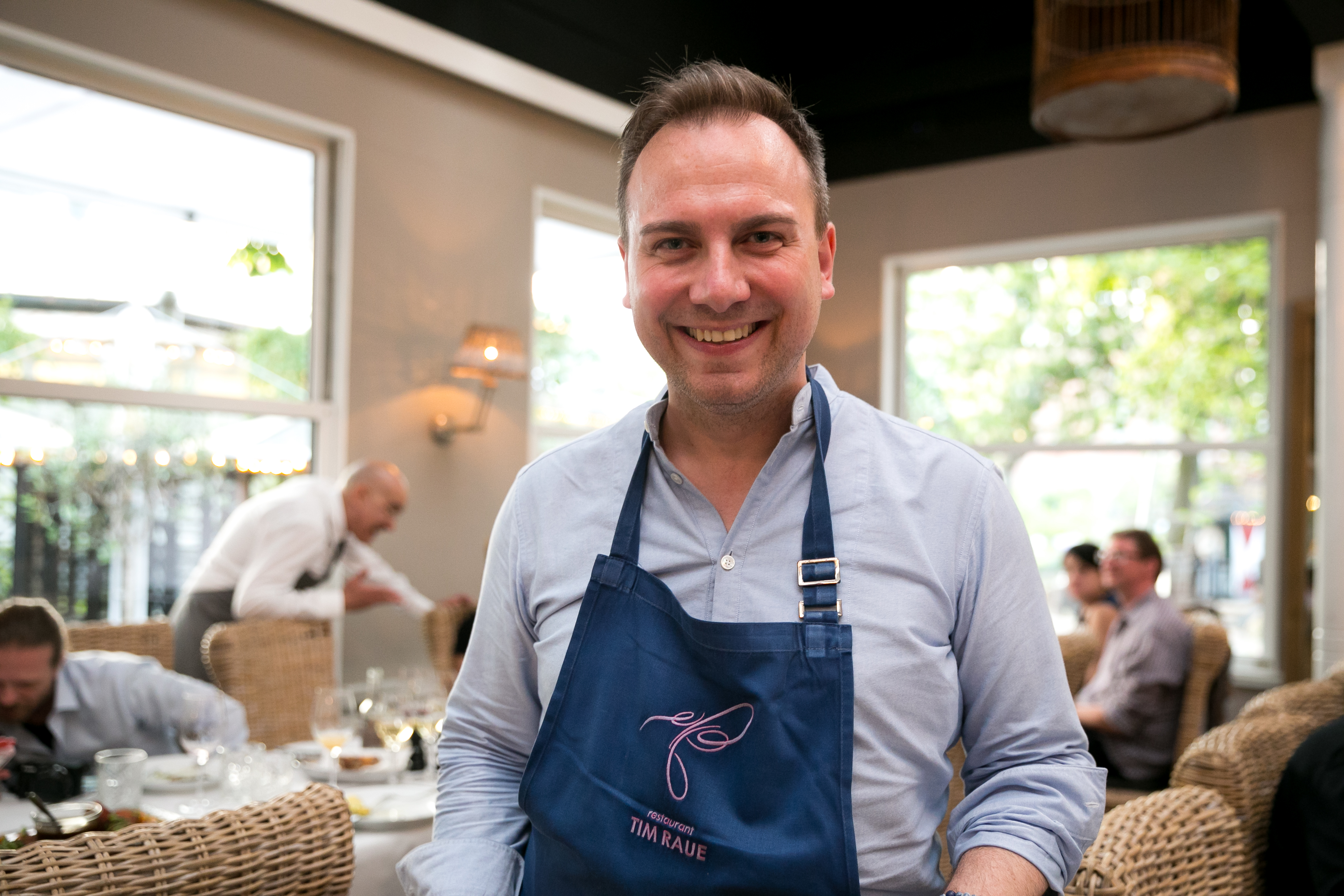
Tim Raue
Andreas Caminada

| Folge      | Datum der Erstausstrahlung | Zuschauer Gesamt | Zuschauer 14 bis 49 Jahre | Quote Gesamt | Quote 14 bis 49 Jahre | Quellen | Datum der Wiederholung | Zuschauer Gesamt | Zuschauer 14 bis 49 Jahre | Quote Gesamt | Quote 14 bis 49 Jahre | Quellen |
| ---------- | -------------------------- | ---------------- | ------------------------- | ------------ | --------------------- | ------- | ---------------------- | ---------------- | ------------------------- | ------------ | --------------------- | ------- |
| Pilotfolge | 23. Dez. 2014              | 1,17 Mio.        | 0,63 Mio.                 | 3,8 %        | 5,9 %                 | [ 44 ]  | 8. März 2015           | 1,18 Mio.        | keine Angabe              | keine Angabe | 6,1 %                 | [ 45 ]  |

### Staffel 1
Als Kontrahenten für Tim Mälzer wurden Juan Amador, Alexander Herrmann, Meta Hiltebrand, Christian Lohse, Roland Trettl und erneut Tim Raue ausgewählt.

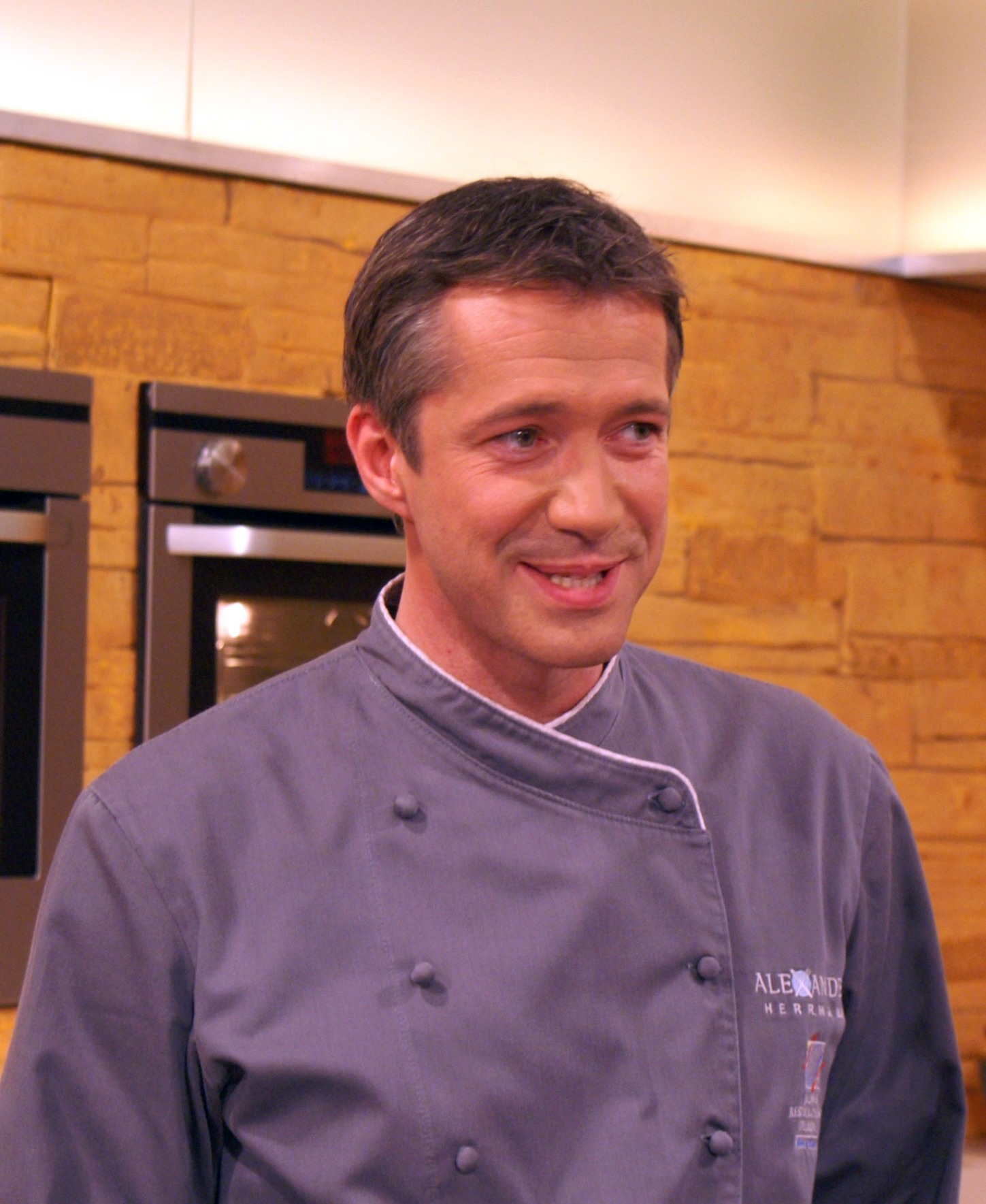
Alexander Herrmann
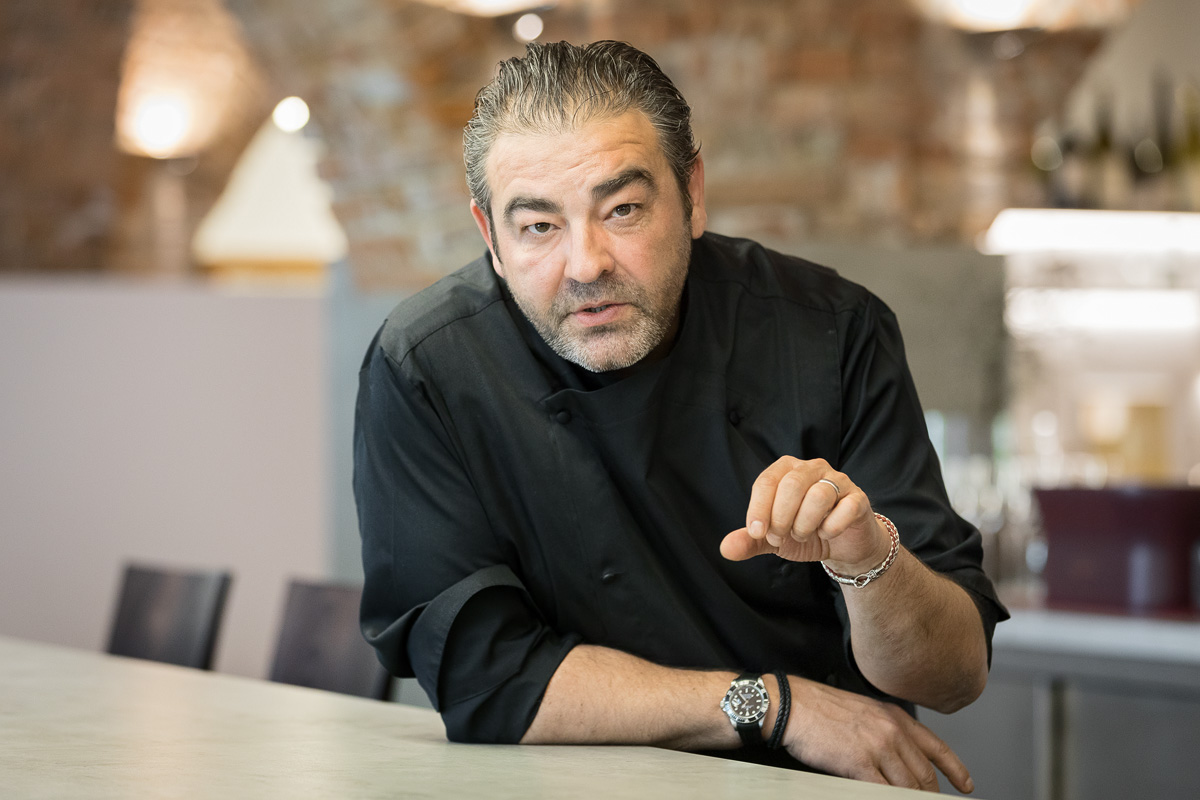
Juan Amador
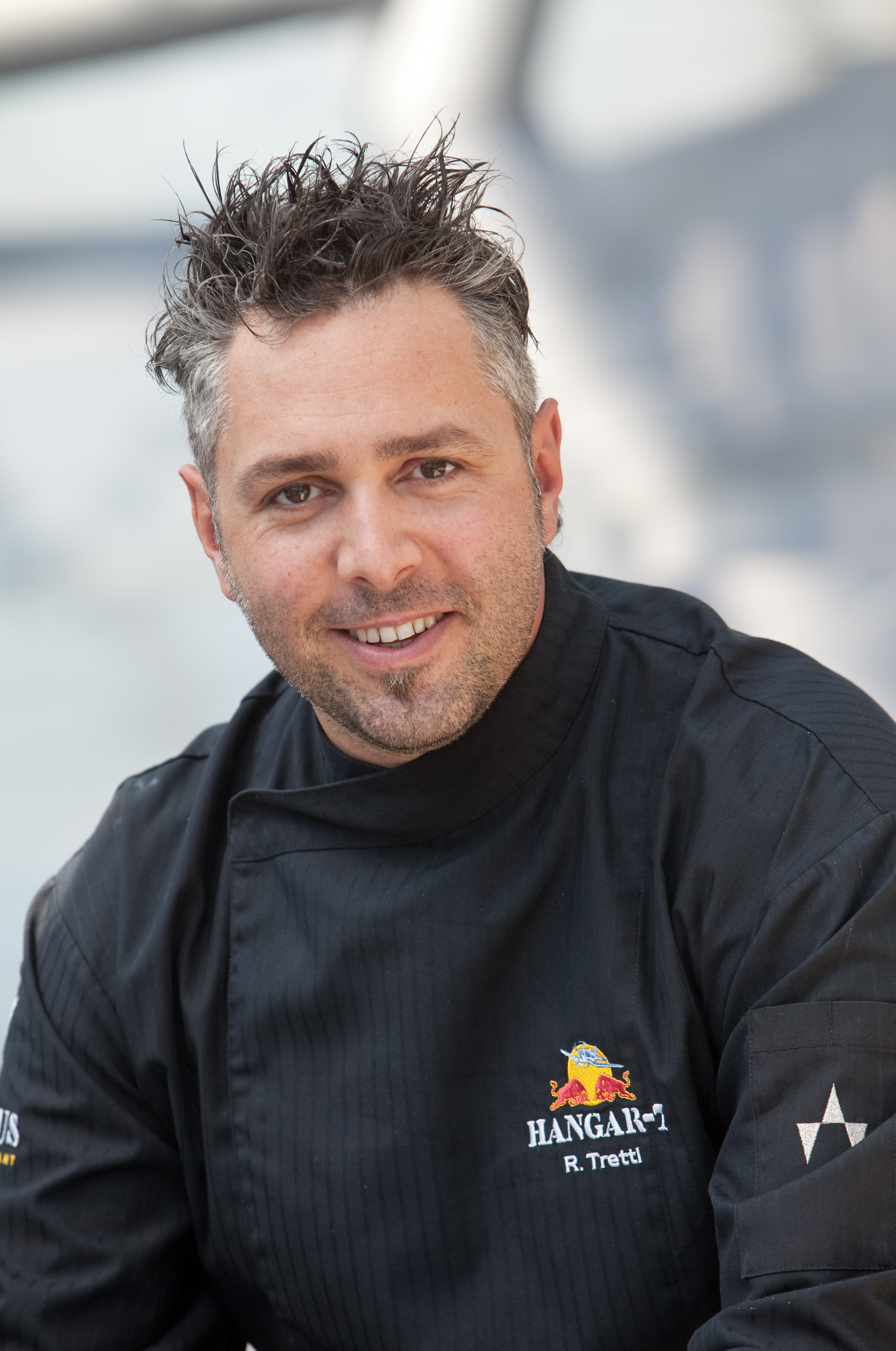
Roland Trettl

### Staffel 2
Tim Mälzer ist nicht in allen Folgen zu sehen. Seine Gegner sind Maria Groß, Hans Neuner, Holger Bodendorf und erneut Tim Raue. Außerdem stellte sich Mälzer erneut Christian Lohse, wobei die Folge ungesendetes Material ist, das für Staffel 1 gedacht war. Raue trat in einem zweiten Wettkampf gegen Meta Hiltebrand an. Des Weiteren maß sich der erneut antretende Roland Trettl mit Christian Lohse. Ein zweites geplantes Duell Trettls mit Peter Maria Schnurr wurde gedreht, aber nicht im Rahmen der zweiten Staffel ausgestrahlt. In Nachfragen der BILD-Zeitung verwies VOX auf „programmplanerische Gründe“ und darauf, dass es „einen neuen Ausstrahlungstermin […] noch nicht“ gäbe. Schlussendlich wurde die Folge innerhalb der 3. Staffel ausgestrahlt.

### Die Weihnachts-Edition (2017)
Für Dezember 2017 wurde erstmals eine so genannte Weihnachts-Edition produziert, deren Ausstrahlung am 10. Dezember 2017 erfolgte. In ihr maßen sich vier Köche jeweils in Zweierteams. So traten Tim Mälzer und Tim Raue gegen Christian Lohse und Roland Trettl an, wobei es galt, ein komplettes traditionelles Weihnachtsmenü nachzukochen.

### Staffel 3
Für Staffel 3 kehrten Roland Trettl und Maria Groß zurück. Des Weiteren wurde eine Folge mit dem schon für Staffel 2 angekündigten Peter Maria Schnurr ausgestrahlt, wobei es sich zugleich um jene Folge mit Trettl handelte. Entsprechend handelte es sich hierbei um kein neu gedrehtes Material. Außer in dieser Folge, war Mälzer in allen Duellen als einer der Teilnehmer gesetzt. Seine Herausforderer waren Konstantin Filippou, The Duc Ngo, Tohru Nakamura, Johannes King, Mario Lohninger und Christian Bau. Zu einer Erstausstrahlung kam es ab dem 4. Februar 2018 auf gewohntem Sendeplatz am Sonntag Abend. Ex-Kontrahent Juan Amador, gegen den Mälzer in Staffel 1 siegreich war, trat als einer der Juroren bei Mälzers Aufgabe in Wien in Folge 1 der Staffel auf.
Während der nach der finalen Sendung der Staffel ausgestrahlten Folge des VOX-Magazins Prominent! wurde bekanntgegeben, dass es eine weitere Staffel der Sendung geben wird. Dies wurde am darauffolgenden Tag von VOX erneut bestätigt.

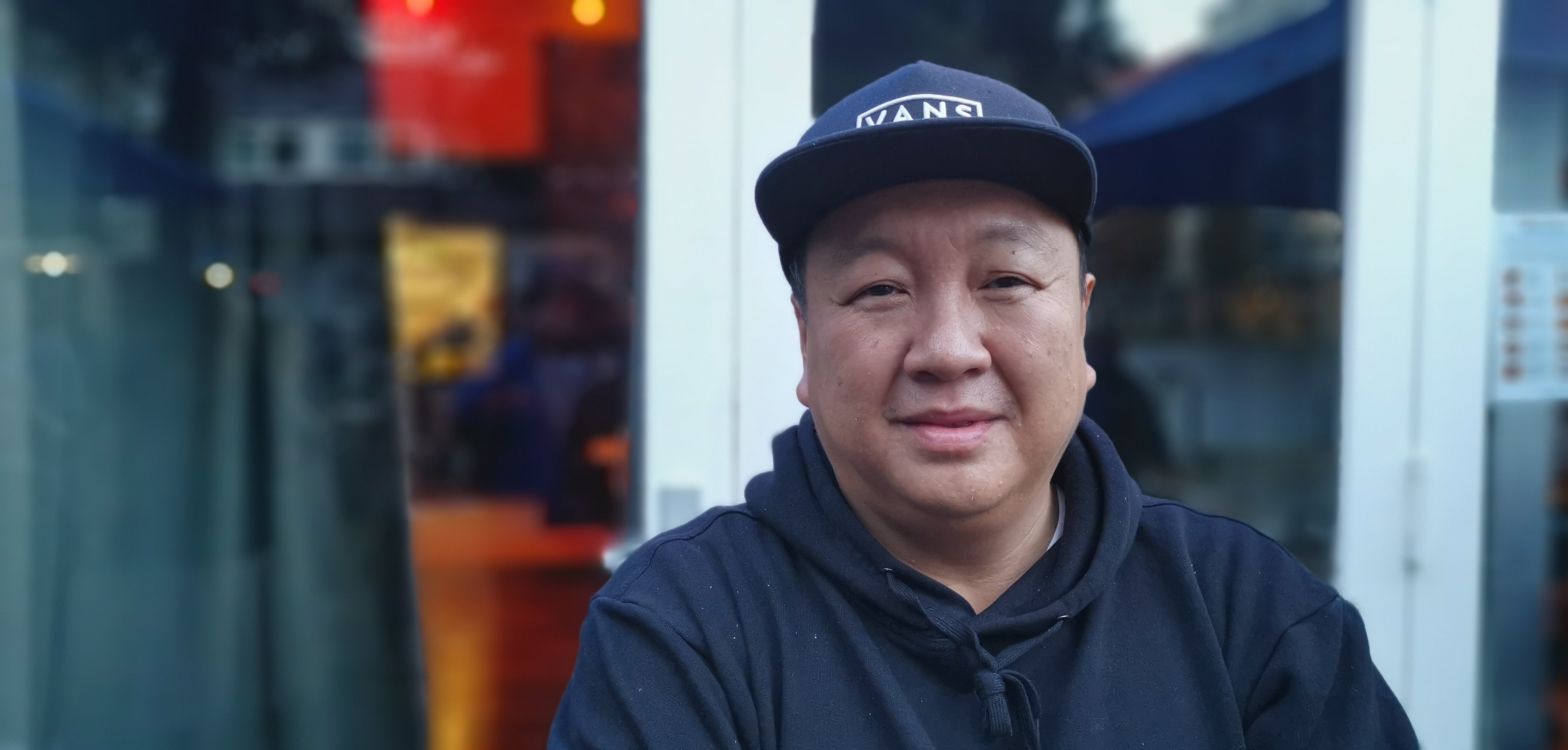
The Duc Ngo
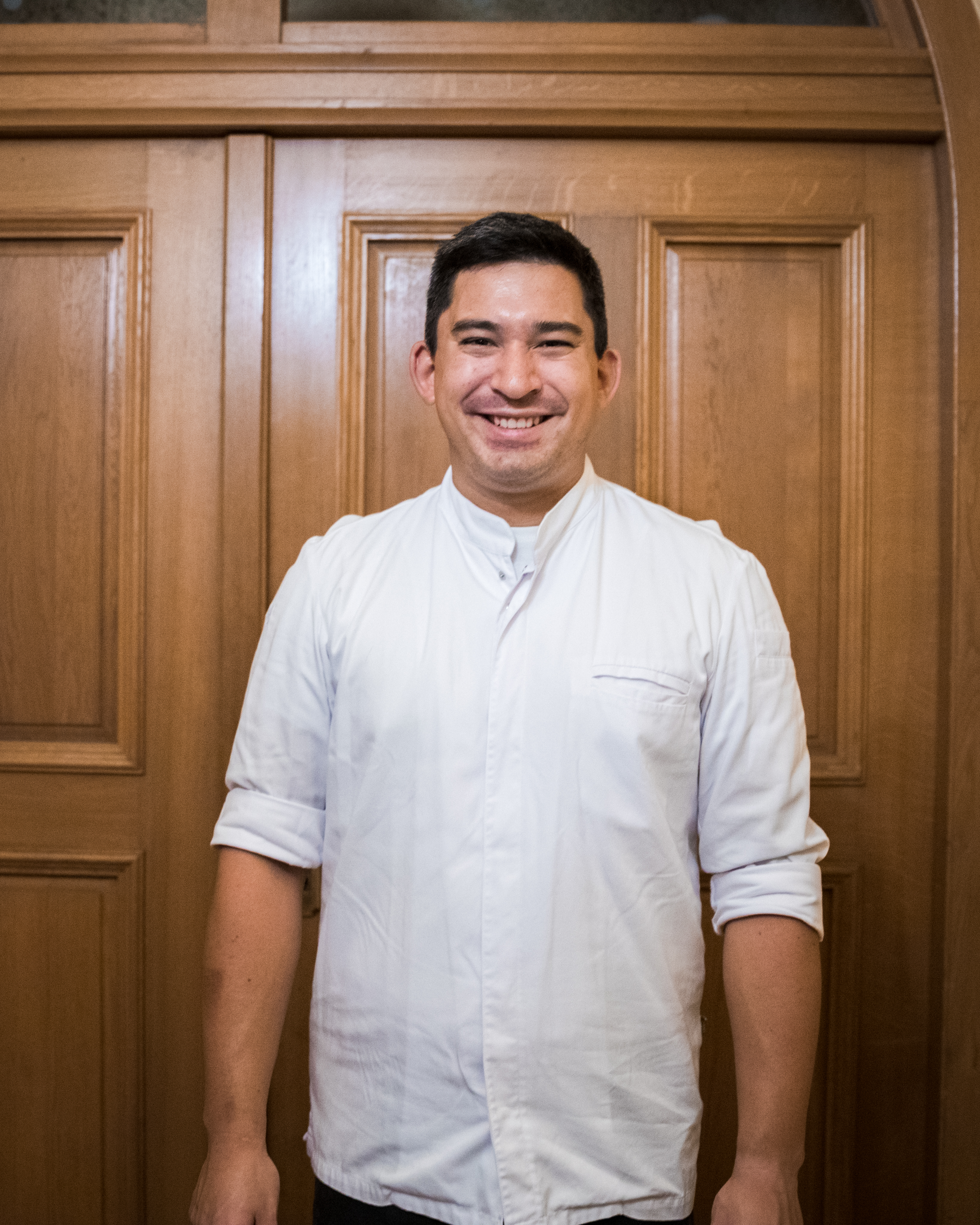
Tohru Nakamura
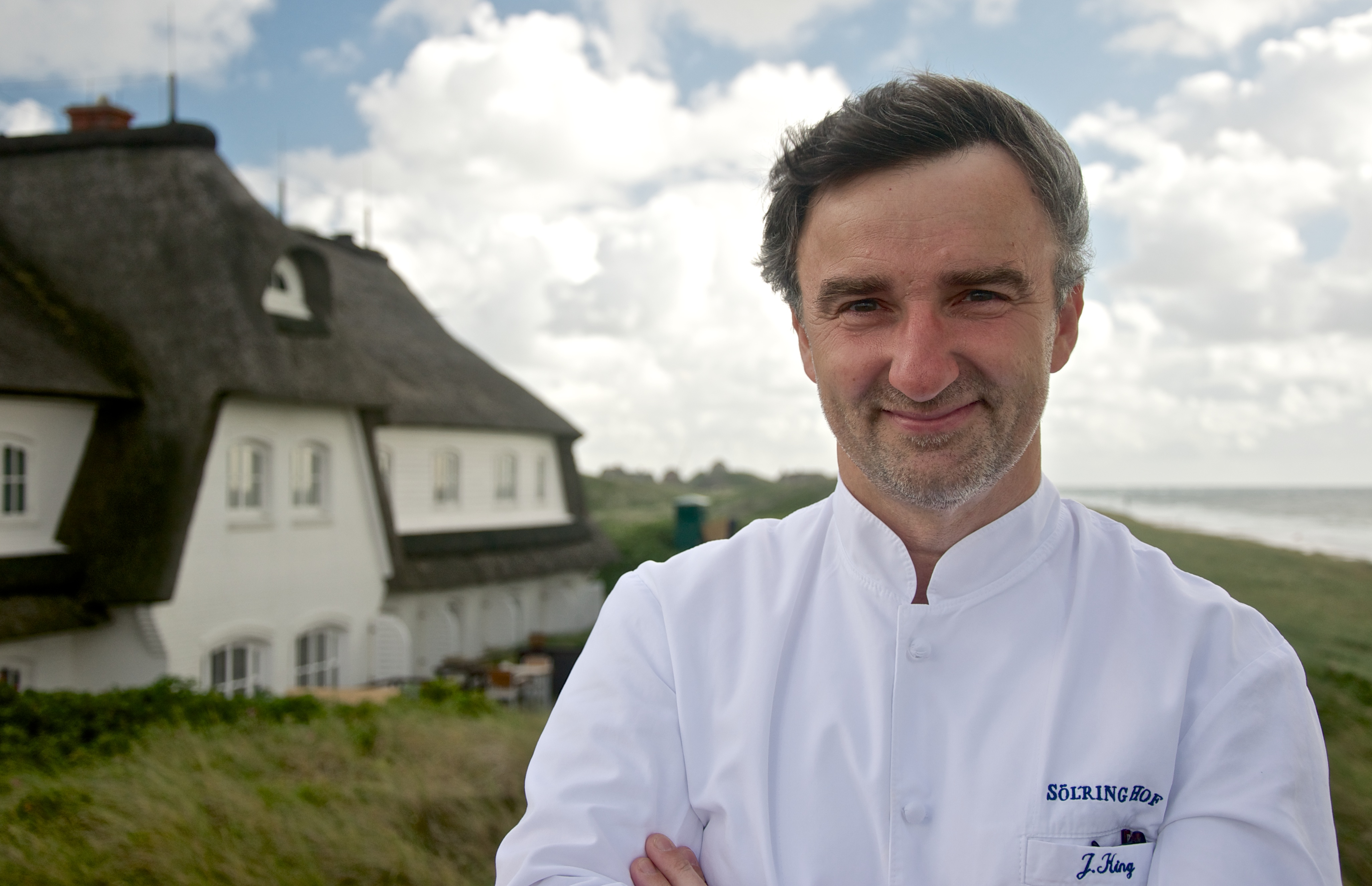
Johannes King
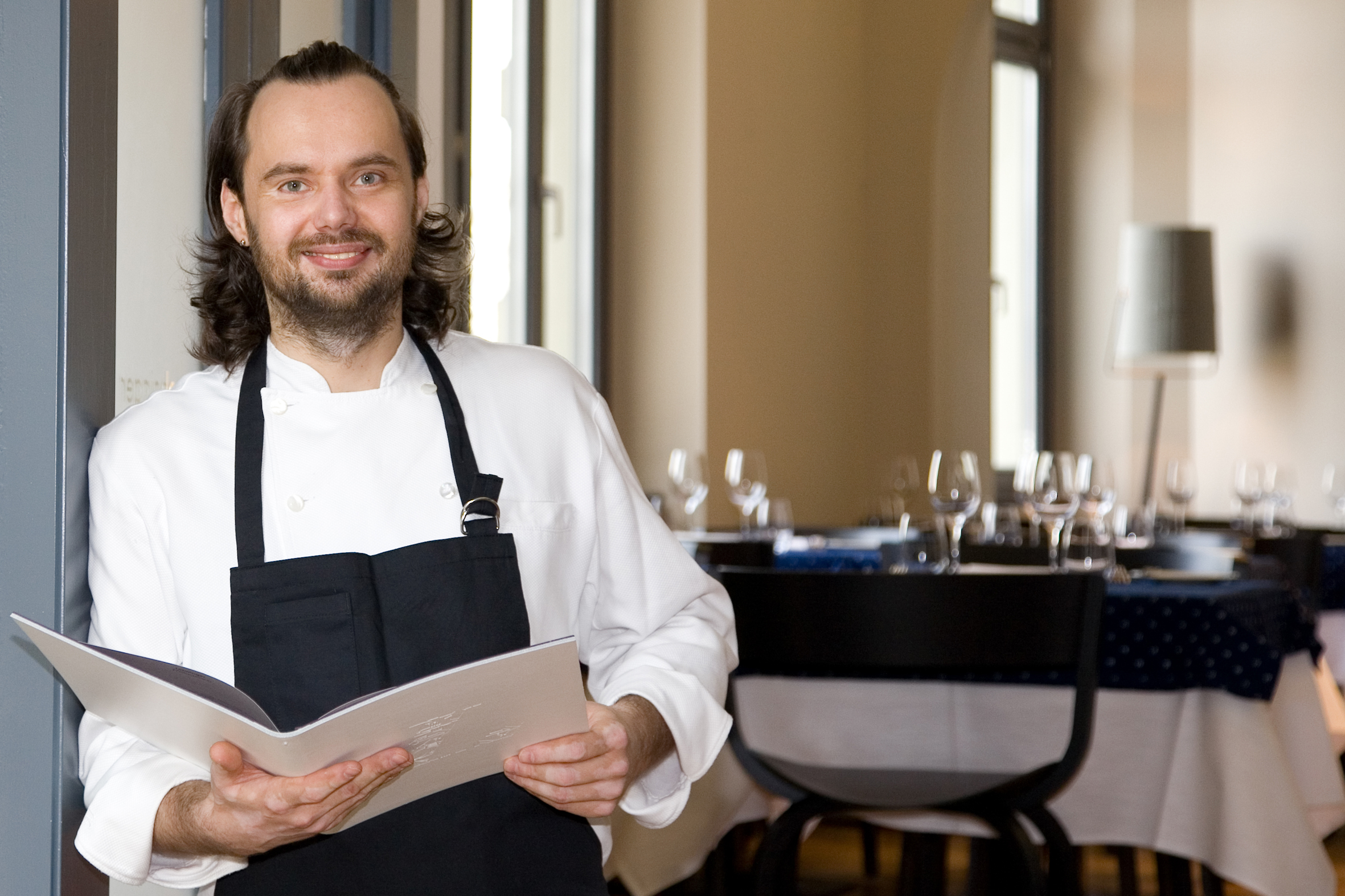
Mario Lohninger

### Die Weihnachts-Edition (2018)
Auch für das Jahr 2018 wurde erneut eine so genannte Weihnachts-Edition produziert. Tim Mälzer und Tim Raue traten abermals als Team an und duellierten sich erneut mit Roland Trettl, welcher dieses Mal von Peter Maria Schnurr unterstützt wurde.

### Staffel 4
Die Folgen der vierten Staffel wurden ab 3. Februar 2019 ausgestrahlt. Erstmals waren die Folgen bereits in der Woche vor TV-Ausstrahlung bei TVNOW abrufbar. Faktisch handelte es sich um die erste Staffel seit der ersten, bei der Tim Mälzer als Duellant in allen Folgen gesetzt war (faktisch, da das für Staffel 2 gedrehte Duell zwischen Roland Trettl und Peter Maria Schnurr erst in Staffel 3 ausgestrahlt wurde). Als Gegner Mälzers wurden Ali Güngörmüş, Lukas Mraz und Max Stiegl benannt, ebenso wie Max Strohe und erneut Tim Raue. Außerdem wurden Klaus Erfort und Tanja Grandits als Gegner angekündigt. Ex-Kontrahent The Duc Ngo aus Staffel 3 war erneut zu sehen. Während dieser in der damaligen Episode von Mälzer zu Max Stiegl geschickt wurde, war es nun Letzterer, der bei diesem seine Herausforderung meistern musste.

### Staffel 5
Einen Tag nach Ausstrahlung der finalen Folge der 4. Staffel gab VOX bekannt, dass die Sendung um eine 5. Staffel verlängert werde. Im Mai 2019 wurde Steffen Henssler als Konkurrent Mälzers bestätigt. Im November 2019 wurde bekannt gegeben, dass erstmals der Start einer Staffel in den Dezember eines Jahres vorgezogen wird. Damit waren erstmals zwei Staffeln mit neuen Folgen innerhalb eines Jahres zu sehen. Angekündigt wurden ein Duell Mälzers mit Peter Maria Schnurr, der zuvor bereits als Duellant Roland Trettls in Staffel 3, wie auch in der 2. Weihnachts-Edition (2018), zu sehen war. Zudem duelliert sich Mälzer mit Nenad Mlinarevic, der, wie u. a. Lukas Mraz und Max Stiegl, zuvor bereits 2018 in Mälzers kurzlebiger Sendung Knife Fight Club zu sehen war. Die Erstausstrahlung dieser erfolgte am 1. und 8. Dezember 2019, angeschlossen von der 3. Weihnachts-Edition am darauffolgenden Sonntag. Zudem kam es zum obligatorischen Duell zwischen Mälzer und Tim Raue, wobei diese ihr erstmals gemeinsames Ziel von Trettl im Rahmen der Weihnachts-Edition 2019 überreicht bekamen: sie würden beide in Österreich ein und dasselbe Gericht für ein und dieselbe Jury kochen.
Diese und die restlichen Folgen der Staffel waren seit 9. Februar 2020 zu sehen. In ihnen maß sich Mälzer zudem mit Franz Keller, Haya Molcho, Jan Hartwig, Christoph Kunz, Martin Klein und erneut Max Strohe, der bereits in der vorherigen Staffel ein Gegner Mälzers war. Molcho war ebenso in der vorherigen Staffel zu sehen gewesen, wobei Mälzer durch Tanja Grandits eine Herausforderung bei ihr gestellt wurde.

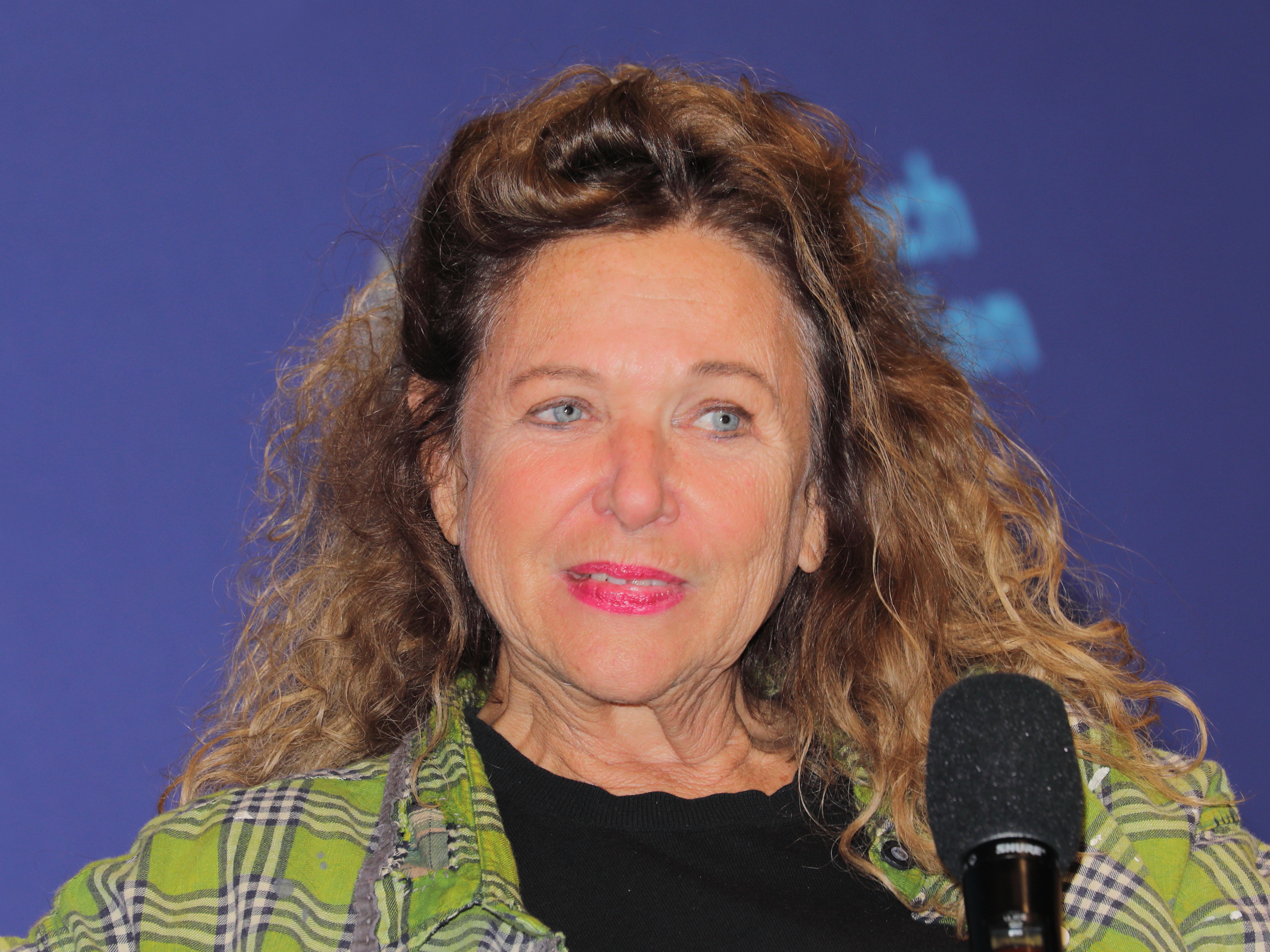
Haya Molcho
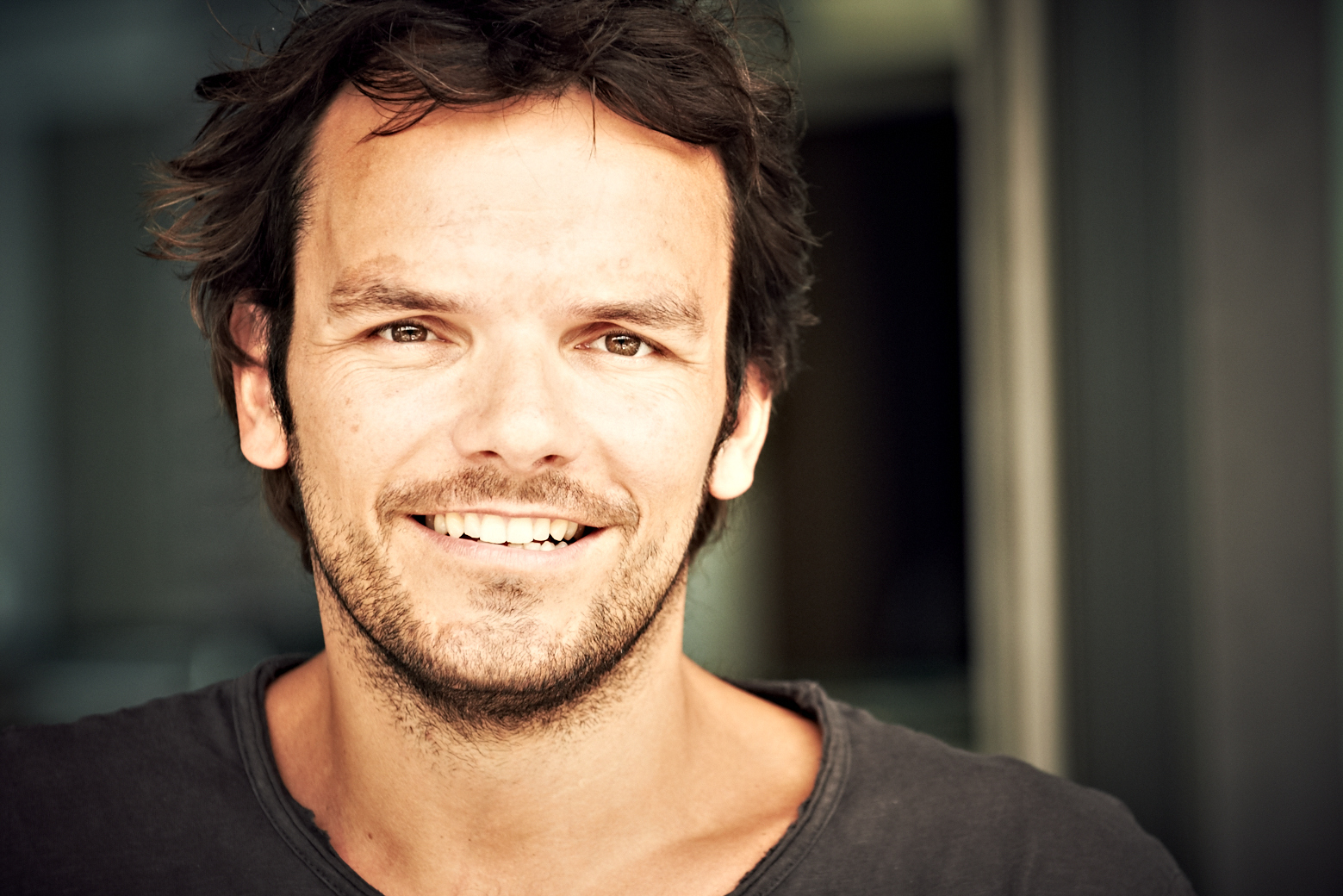
Steffen Henssler

### Die Weihnachts-Edition (2019)
Wie auch in den Jahren zuvor, war auch 2019 eine Weihnachts-Edition zu sehen. Erstmals traten Mälzer und Tim Raue nicht im Team miteinander, sondern gegeneinander an. Mälzer wurde dabei von Mario Lohninger unterstützt, Raue von Roland Trettl. Die Ausstrahlung erfolgte am 15. Dezember 2019.
Zudem bekamen Mälzer und Raue von Trettl eine schwarze Box für ihr Duell in Staffel 5 überreicht: in diesem treten Mälzer und Raue gegeneinander in ein und derselben Location in Österreich an und kochen unabhängig voneinander beide dasselbe Gericht für dieselbe Jury.

### Best-of-Folgen im Frühjahr 2020
Aufgrund der Auswirkungen der COVID-19-Pandemie auch auf das Fernsehprogramm wurden nach Ende der Ausstrahlung von Staffel 5 und zwei daran angeschlossenen Wiederholungen, drei Best-of-Folgen von Kitchen Impossible ausgestrahlt. In diesen blicken Mälzer und Tim Raue auf die Folgen der vergangenen sechs Jahre zurück. Die erste der Folgen trug den Untertitel „Die emotionalsten Momente“, die zweite den Untertitel „Die größten Ausraster“, Folge drei den Untertitel „Die lustigsten Momente“.
| Folge                     | Datum der Erstausstrahlung | Zuschauer Gesamt | Zuschauer 14 bis 49 Jahre | Quote Gesamt   | Quote 14 bis 49 Jahre | Quellen       |
| ------------------------- | -------------------------- | ---------------- | ------------------------- | -------------- | --------------------- | ------------- |
| Die emotionalsten Momente | 19. Apr. 2020              | 1,14 Mio.        | 0,75 Mio.                 | nicht abrufbar | 8,2 %                 | [ 68 ] [ 69 ] |
| Die größten Ausraster     | 26. Apr. 2020              | 0,90 Mio.        | nicht abrufbar            | nicht abrufbar | 6,6 %                 | [ 70 ] [ 71 ] |
| Die lustigsten Momente    | 3. Mai 2020                | 0,94 Mio.        | nicht abrufbar            | nicht abrufbar | 5,7 %                 | [ 72 ]        |

### Die Weihnachts-Edition (2020)
Neben den üblichen Kontrahenten Tim Mälzer und Tim Raue nahmen Max Strohe und The Duc Ngo an der Weihnachts-Edition des Jahres 2020 teil, wobei Mälzer und Raue wie im Jahr zuvor gegeneinander angetreten sind. Mälzer wurde dabei von Strohe unterstützt, Raue von Ngo. Die Erstausstrahlung der Folge erfolgte am 13. Dezember 2020.

### Staffel 6
Ende Mai 2020 wurde bekannt gegeben, dass die bereits zuvor begonnenen Dreharbeiten zur sechsten Staffel innerhalb der nächsten Wochen wieder aufgenommen werden sollen, die Episoden und Duelle allerdings aufgrund der Auswirkungen der COVID-19-Pandemie hauptsächlich in Deutschland und dem deutschsprachigen Raum gedreht und abgehalten werden. Wie der nach der Weihnachts-Edition (2020) gesendeten Folge des VOX-Society-Magazins Prominent zu entnehmen war, wird Ludwig Maurer einer der Gegner Mälzers, in der 2021 ausgestrahlten Staffel, sein. Weitere Gegner sind Sven Elverfeld, Daniel Gottschlich, Sepp Schellhorn, der bereits in einer Weihnachts-Edition zu sehen war, und Alexander Wulf, welche beide zudem in Mälzers Format Ready to beef! aufgetreten waren. Zudem wird es erstmals zu einem Dreier-Duell kommen, der so genannten  Best Friends-Edition, in welcher sich Mälzer mit dem obligatorischen Gegner Tim Raue misst, wie auch mit Alexander Herrmann, der zuletzt als Duellant in Staffel 1 gegen Mälzer angetreten war. Zur Ausstrahlung kommt es seit 14. Februar 2021.

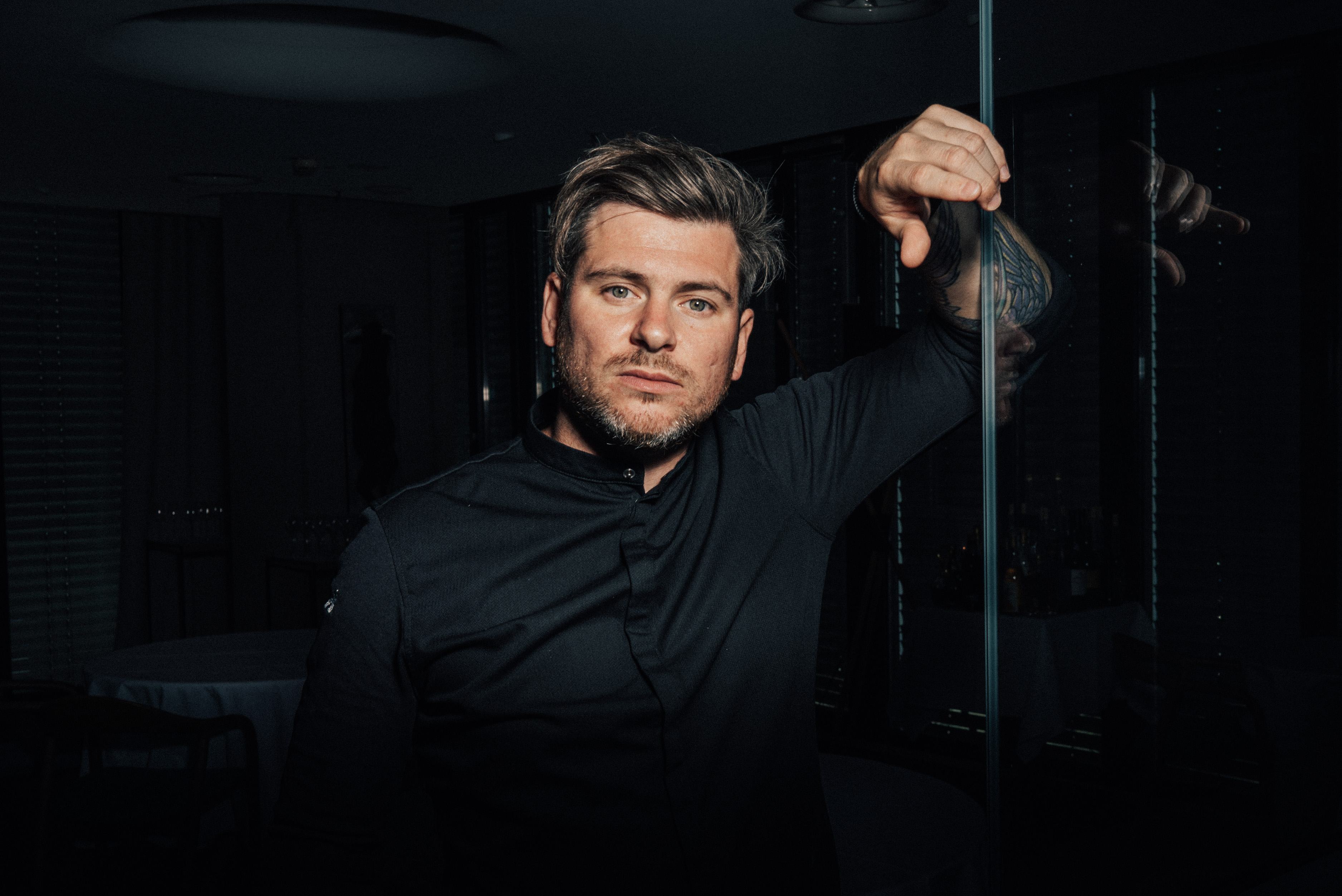
Daniel Gottschlich
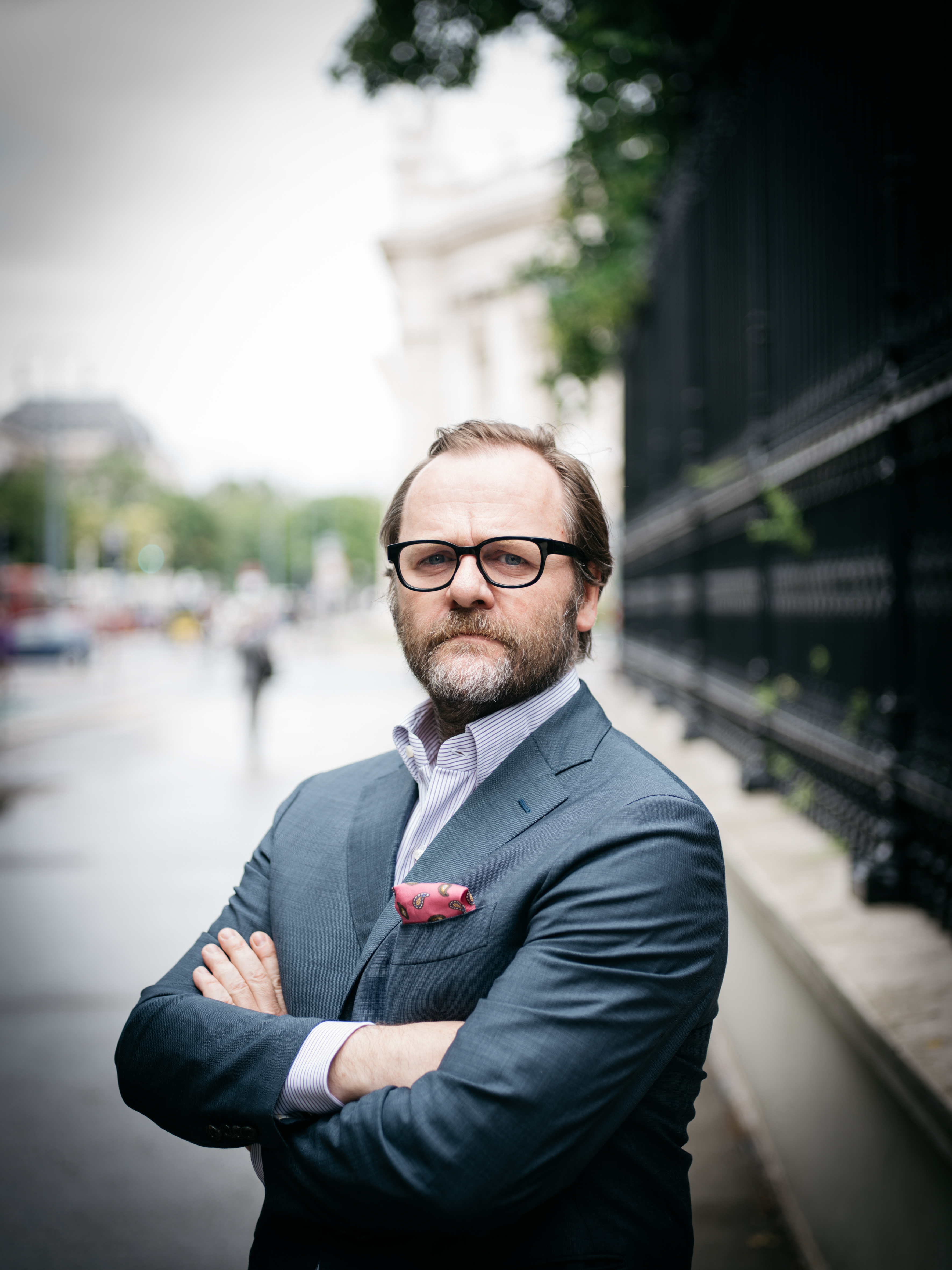
Sepp Schellhorn

### Kitchen Impossible 2020 – Die Tagebücher der Küchenchefs
Am 11. September 2021 wurde, irregulär am Samstag Abend, das vierstündige Pandemie-Special Kitchen Impossible 2020 – Die Tagebücher der Küchenchefs ausgestrahlt. An diesem nahmen neben Mälzer unter anderem Haya Molcho, Viktoria Fuchs, Max Strohe, Max Stiegl, The Duc Ngo und Alexander Wulf teil.

### Staffel 7
Unmittelbar nach der letzten neuen Folge im März 2021, gab der Sender bekannt, dass die Sendung um eine 7. Staffel verlängert wurde, deren Dreharbeiten, trotz weiterer Auswirkungen der COVID-19-Pandemie, spätestens im April 2021 begannen, wobei Aufnahmen Mälzers in Wien gemacht wurden.
Ähnlich wie in Staffel 5 zuvor, begann die 7. Staffel noch im alten Jahr, sprich 2021, mit einer irregulär mit Abstand ausgestrahlten Folge. In dieser trat Mälzer gegen die Herausforderin Monika Fuchs an, wobei die Ausstrahlung auf den 12. Dezember 2021 terminiert wurde, somit eine Woche vor der Ausstrahlung der Weihnachts-Edition 2021.
Die Fortsetzung der Staffel erfolgte ab 6. Februar 2022 mit einem Duell Mälzers mit Björn Swanson.
Weitere Gegner in der Staffel sind Cornelia Poletto, Haya Molcho, die bereits zum zweiten Mal gegen Mälzer antritt, Viktoria Fuchs und Sven Wassmer, die beide zuvor in Mälzers Format Ready to beef! aufgetreten waren, Alain Weissgerber und Hendrik Haase. Des Weiteren wird es zwei weitere Ausgaben geben: ein Team-Duell und die zweite „Best Friends-Edition“ zum Staffelfinale. Im Team-Duell treten Mälzer und  Sepp Schellhorn gegen dessen Sohn Felix Schellhorn, sowie Philip Rachinger und Lukas Mraz an. In der zweiten „Best Friends-Edition“, nach jener in Staffel 6, treten nebst Tim Mälzer, Tim Raue und Max Strohe an.

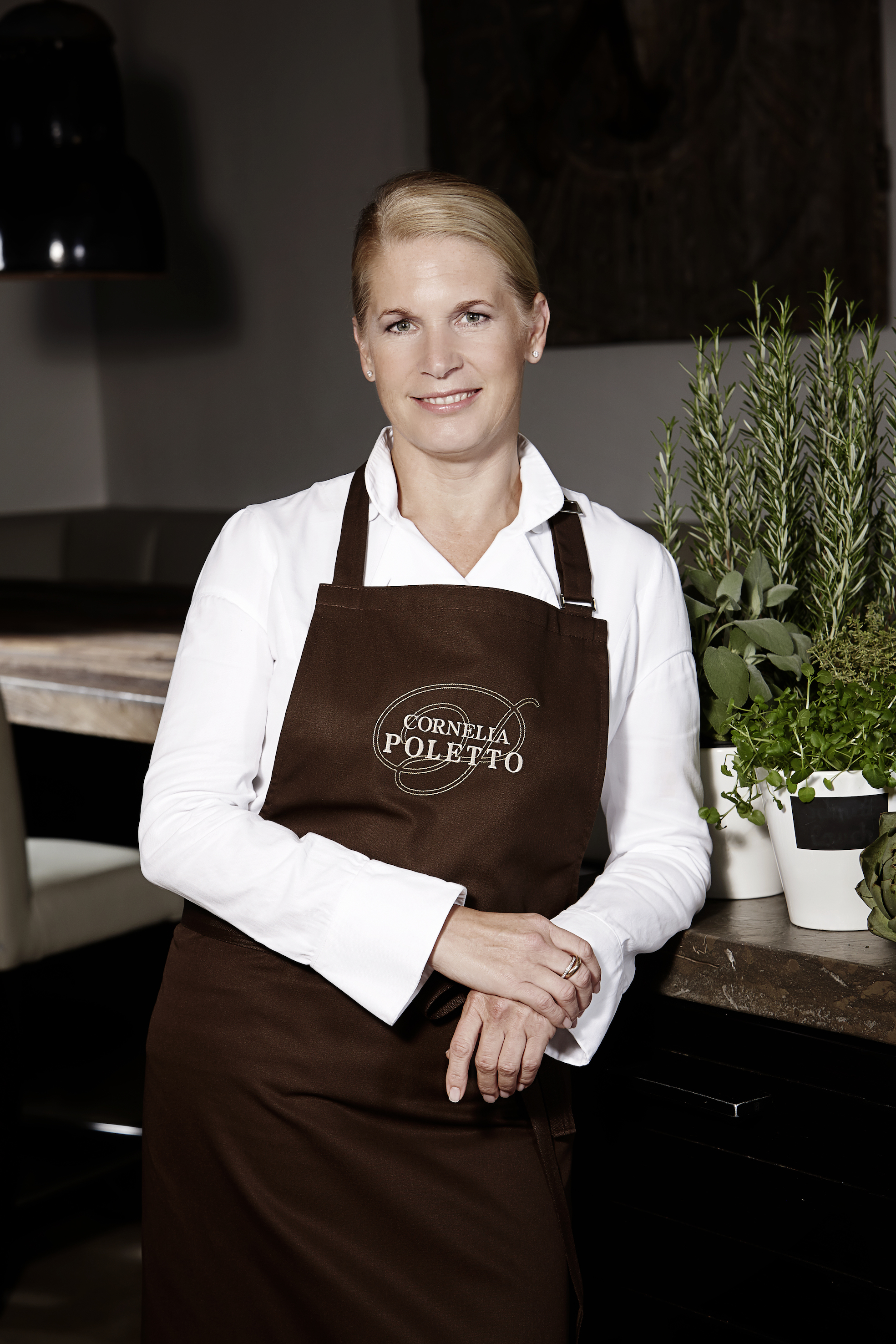
Cornelia Poletto
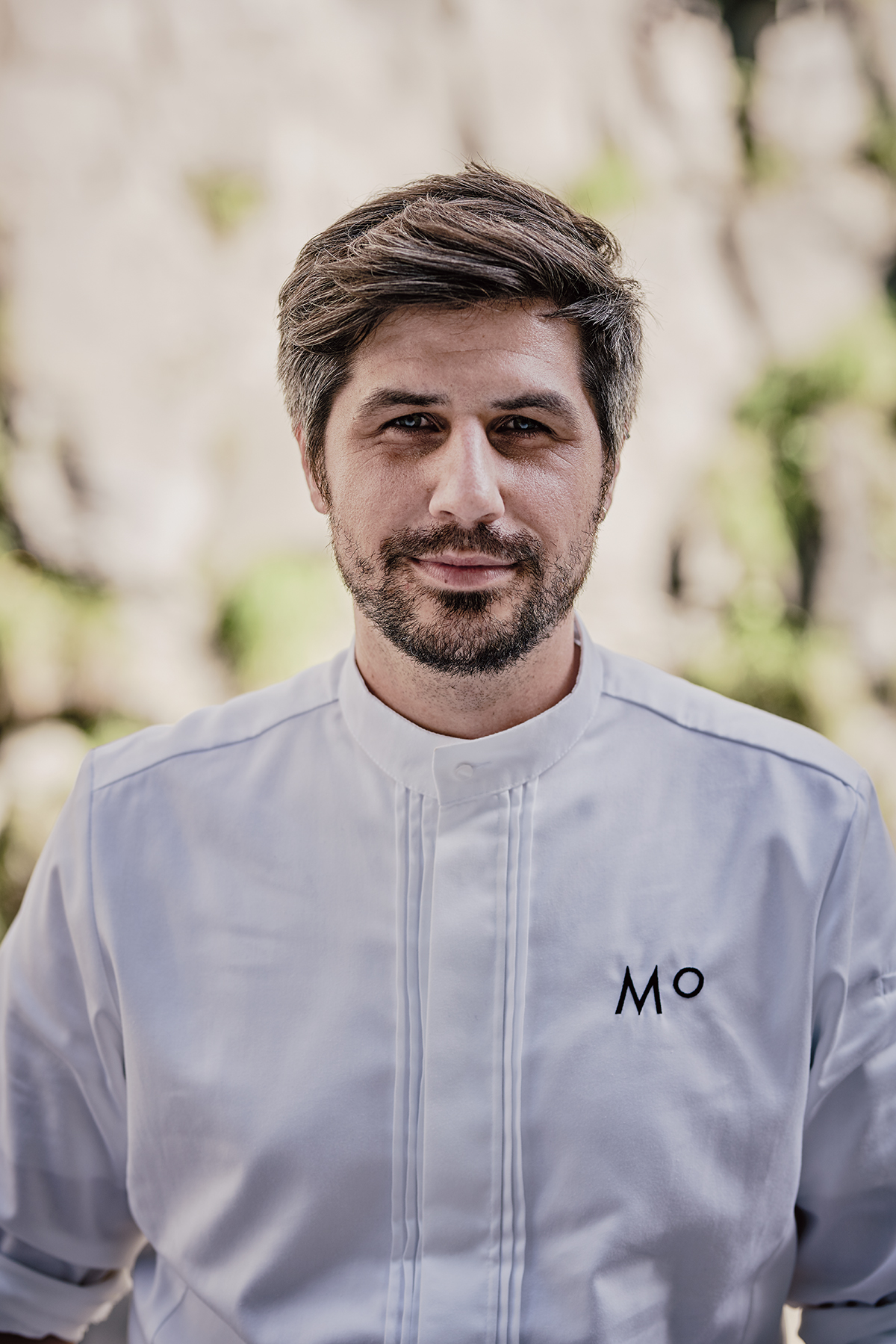
Sven Wassmer

### Die Weihnachts-Edition (2021)
Abermals kam es auch im Jahr 2021 zur Ausstrahlung einer so genannten Weihnachts-Edition. Wie in den vorangegangenen Episoden sind erneut Tim Mälzer und Tim Raue teil dieser. Erstmalig treten die beiden österreichischen Köche Sepp Schellhorn und Konstantin Filippou gegen sie an, die beide bereits zuvor Herausforderer Mälzers in Episoden vorangegangener regulärer Staffeln waren, wie Schellhorn auch in der 2. Weihnachts-Edition aus 2018 als Ausrichter der an beide Tims gestellten Aufgabe zu sehen war. Zur Ausstrahlung der Episode, in der es für das Gespann Mälzer und Raue nach Werfen ging und in der die Österreicher Schellhorn und Filippou nach St. Moritz geschickt wurden, kam es am 19. Dezember 2021.

### Die Weihnachts-Edition (2022)
Die Ausstrahlung der alljährlichen Weihnachts-Edition im Jahr 2022 fand am 11. Dezember 2022 statt. Angetreten waren wie üblich Tim Mälzer und Tim Raue. Dazu kamen Max Strohe, welcher bereits zwei Jahre zuvor zu sehen war, und Ludwig Maurer, wobei dieser ein Team mit Mälzer bildete, Strohe ein Team mit Raue.

### Staffel 8
Die Verlängerung um eine im Winter/Frühjahr 2023 ausgestrahlte neue, 8. Staffel, wurde im Rahmen der Programmvorschau im Sommer 2022 bekannt gegeben. In der ersten Folge der Staffel, in welcher Mälzer gegen das Vater-Sohn-Team Walter Stemberg und Sascha Stemberg antritt und welche am 12. Februar 2023 ausgestrahlt wurde, kommt es erstmals dazu, dass er allein gegen zwei im Team antretende Gegner kämpft. Zu einem ebensolchen Duell gegen zwei Personen kommt es in einer weiteren Folge im Duell mit Elif Oskan und Markus Stöckle, die ebenso Gegner Mälzers in dieser Staffel sind, wie Thomas Bühner, Edi Frauneder, Philipp Vogel und Graciela Cucchiara und René Frank. Zudem handelt es sich beim Duell gegen Frauneder um die so genannte USA-Edition, welche, mit Ausnahme der Auswertung in Mälzers Bullerei, komplett in den USA gedreht wurde. Zu Ende schließt sich eine erneute Best-Friends-Edition an, in welcher wie in den vorangegangenen beiden Jahren, Mälzer gegen Tim Raue antritt, wobei der dritte Duellant der Runde Hans Neuner ist.

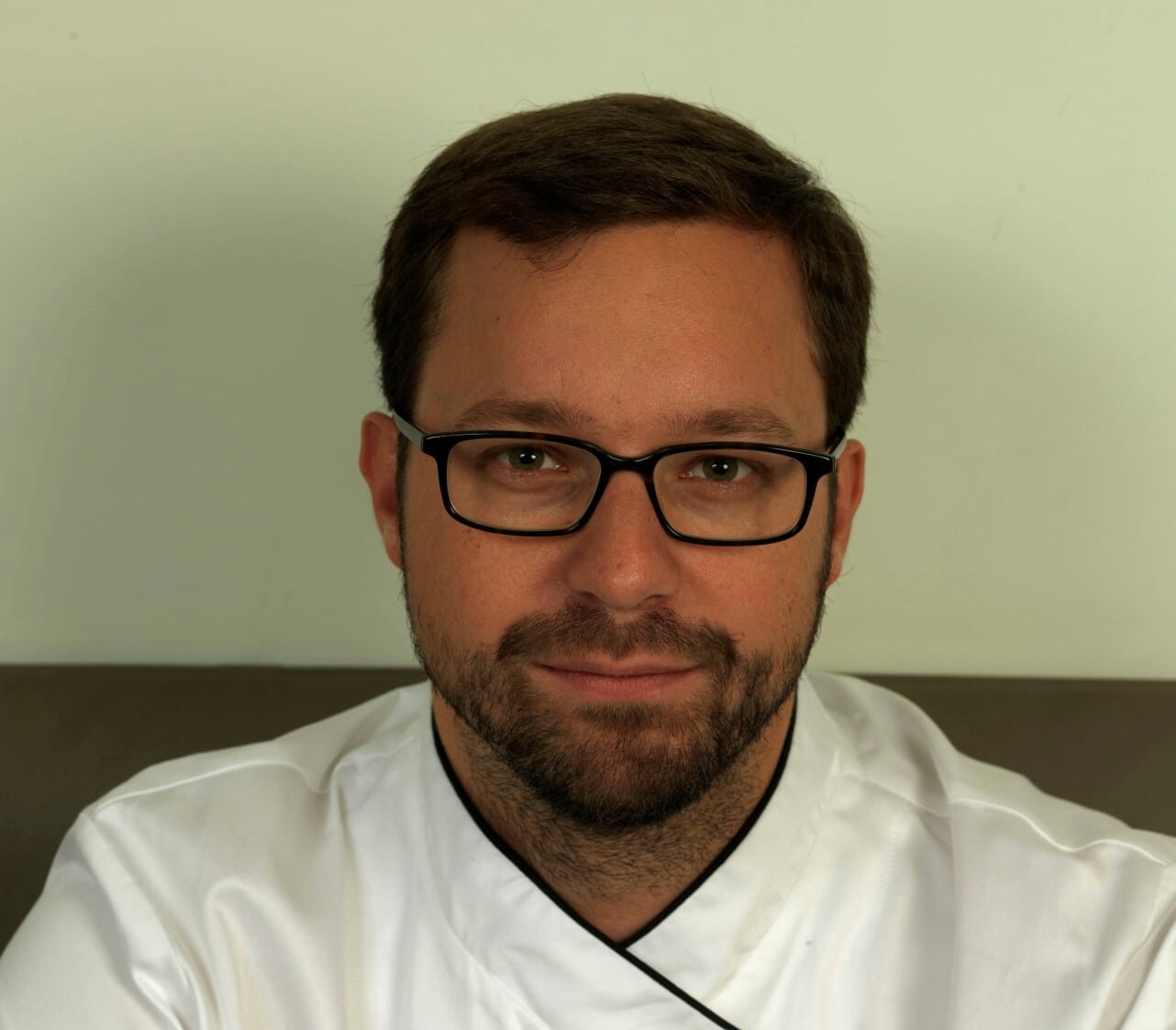
Edi Frauneder

### Die Weihnachts-Edition (2023)
Zur Ausstrahlung einer neuen Weihnachts-Edition im Jahr 2023 ist es am 3. Dezember 2023 gekommen und damit so zeitig im Monat Dezember, wie noch nie zuvor. Teilnehmer an der Ausgabe waren neben Tim Mälzer und Tim Raue, Hans Neuner, der zuvor bereits mehrfach im Rahmen der Sendung als Konkurrent und Originalkoch in Erscheinung getreten war, als auch Johann Lafer. Dabei kam es zum Novum, dass mit Lafer erstmals ein Koch antrat, der zuvor nicht als Gegner Mälzers in Erscheinung getreten war und hier sein Debüt feierte. Lafer bildete ein Team mit Mälzer, Neuner trat zusammen mit Tim Raue an.

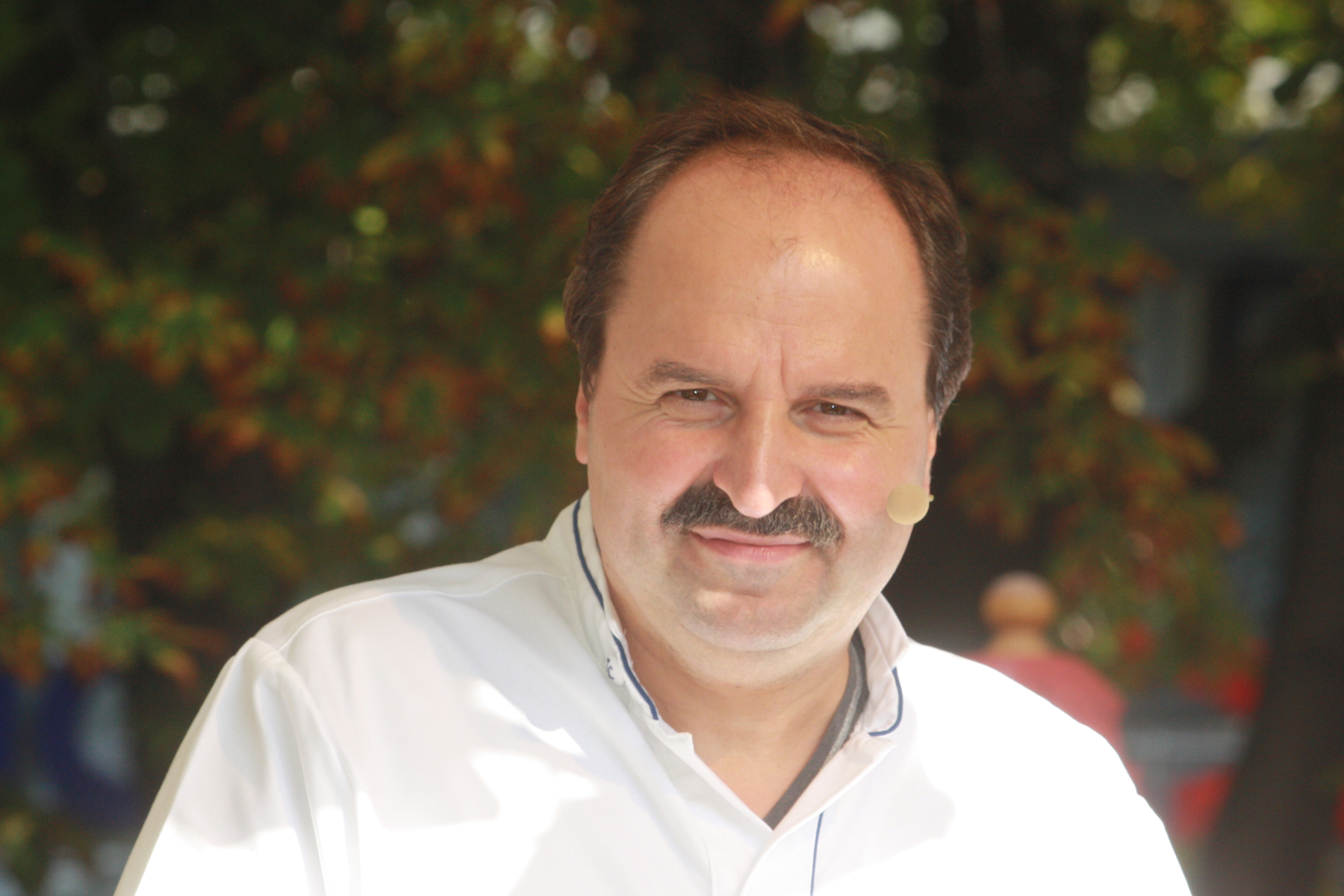
Johann Lafer

### Staffel 9
Seit 25. Februar 2024 wurde die 9. Staffel ausgestrahlt. Dafür war Mälzer unter anderem in Osteuropa unterwegs.
Ebenso führten die Dreharbeiten nach Bonn, wo Mälzer bei der Wahl zum Koch des Jahres als Juror geladen war und bei dieser Veranstaltung die Box einer Herausforderung überreicht bekommen hat. In einem ersten Duell stellt sich Mälzer dem Konkurrenten Richard Rauch, der bereits als Originalkoch einer an Mälzer gestellten Aufgabe in Staffel 2 zu sehen war. Weitere auftretende Kontrahenten sind der in der vorherigen Staffel bereits auftretende Edi Frauneder, wobei es sich nach der so genannten USA Edition in Staffel 8, hierbei um die so genannte Hamburg Edition handelt, Hans Jörg Bachmeier, der in Staffel 8 als Originalkoch in der Best-Friends-Edition der Staffel aufgetreten war, Stefan Wiesner, welcher schon zwei Mal als Originalkoch in Erscheinung getreten war, Anton Schmaus, ebenfalls Originalkoch in Staffel 8, Matthias Diether in der so genannten Baltic Edition, der mehrfach aufgetretene Alexander Herrmann, zusammen mit Tobias Bätz und zum Staffelabschluss am 21. April 24 die ebenfalls schon mehrfach aufgetretenen Juan Amador und Lukas Mraz, wobei es sich um eine abermalige Best-Friends-Edition handelt, wobei es zum Novum kommt, dass erstmalig Tim Raue kein Teil dieser ist und auch sonst nicht im Rahmen dieser Staffel auftritt. Unterbrochen wurde die Staffel am Ostersonntag, dem 31. März 2024, zudem von einer so genannten Easter-Egg Wiederholung, bei der es sich schlicht um die abermalige Ausstrahlung des Duells zwischen Mälzer und Cornelia Poletto aus Staffel 7 handelte.

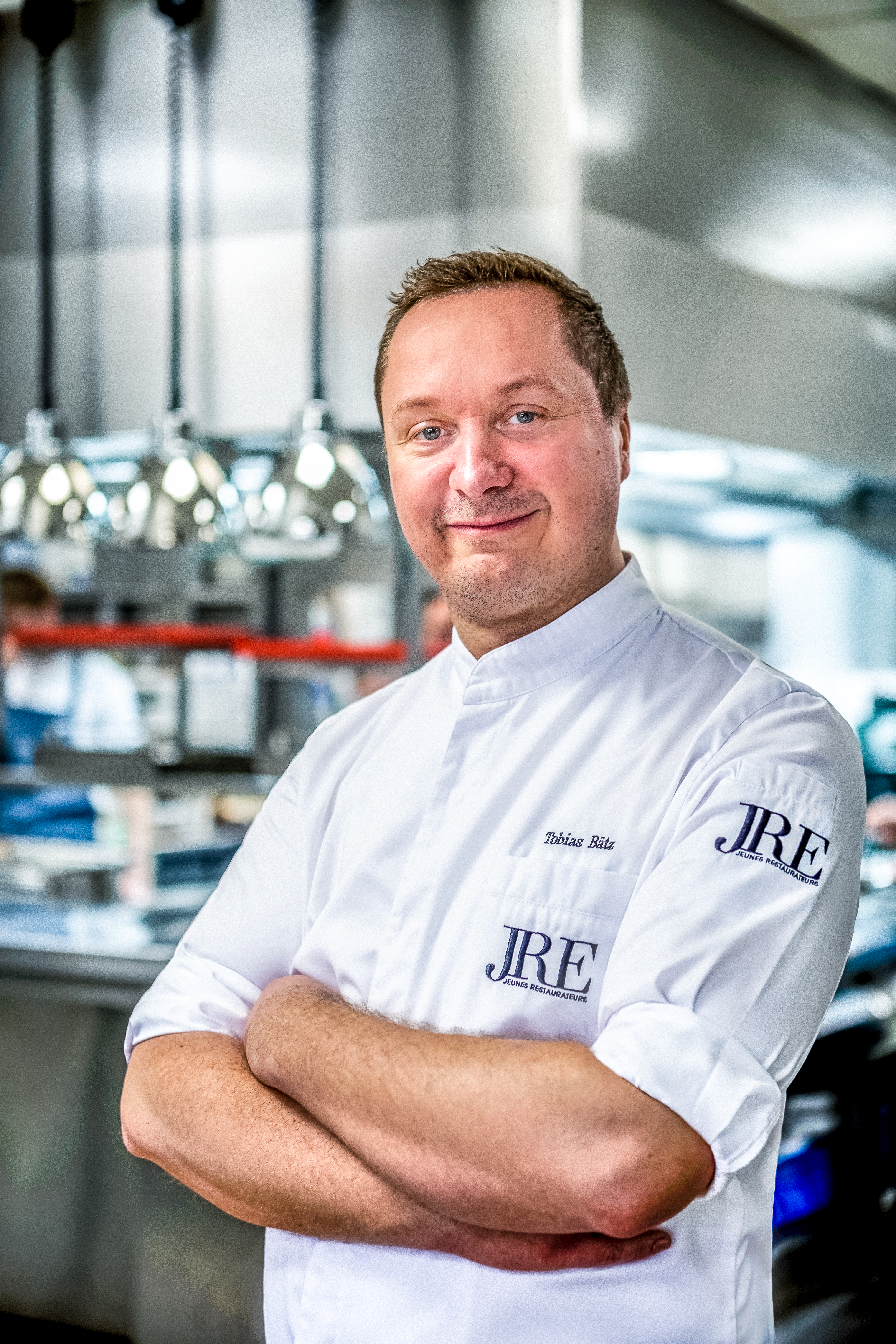
Tobias Bätz

### Die Weihnachts-Edition (2024)
Die Weihnachts-Edition von 2024 wurde im November 2024 ohne konkretes Ausstrahlungsdatum angekündigt und letztendlich am 22. Dezember 2024 ausgestrahlt. Die Teilnehmer waren wie üblich Tim Mälzer und Tim Raue, die gegen die wiederkehrenden Roland Trettl und Sepp Schellhorn angetreten sind.

### Staffel 10
Die zehnte Staffel startete am 27. April 2025 und damit so spät wie keine Staffel zuvor. Gründe dafür wurden von VOX nicht genannt. Nachdem Mälzer bis dato nur gegen in Deutschland, Österreich und der Schweiz aktive, deutschsprachige Köche angetreten war, tritt Mälzer mit Jamie Oliver erstmals gegen einen nicht deutschsprachigen Gegner an. Das Duell wurde bereits im Dezember 2019 bestätigt. Mälzer tritt zum Großteil gegen Kontrahenten an, die auch schon in vorherigen Staffeln zu sehen und gar als Gegner aufgetreten waren. So trifft Mälzer auf Philipp Vogel, Cornelia Poletto, The Duc Ngo, Martin Klein, Max Strohe, Mario Lohninger, Edi Frauneder und Tim Raue, die allesamt schon seine Gegner in vorherigen Staffel waren. Neue Gegner und Unterstützer sind Gennaro Contaldo, der Mälzer im Duell mit Poletto und Anna Sgroi unterstützt, dass ausschließlich in Italien stattfindet, die Rapper Marteria und Sido, die als Unterstützer im Duell mit The Duc Ngo auftreten (wobei erster Mälzer unterstützt, Letzterer Ngo), Sebastian Brugger und Clara Hunger, Mälzers Küchenchef der Bullerei gegen Max’ stellvertretende Küchenchefin aus dem tulus lotrek, die im Duell gegeneinander jeweils mit Mälzer und Strohe antreten, und Jamie Oliver, dessen Duell mit Mälzer ausschließlich in London stattfindet, während ein finales Duell mit Raue fast ausschließlich in Brasilien stattfindet. Lohninger und Frauneder, der die dritte Staffel in Folge auftritt, sind Teil einer abermaligen Best-Friends-Edition, die ausschließlich im Großraum New York City stattfindet.

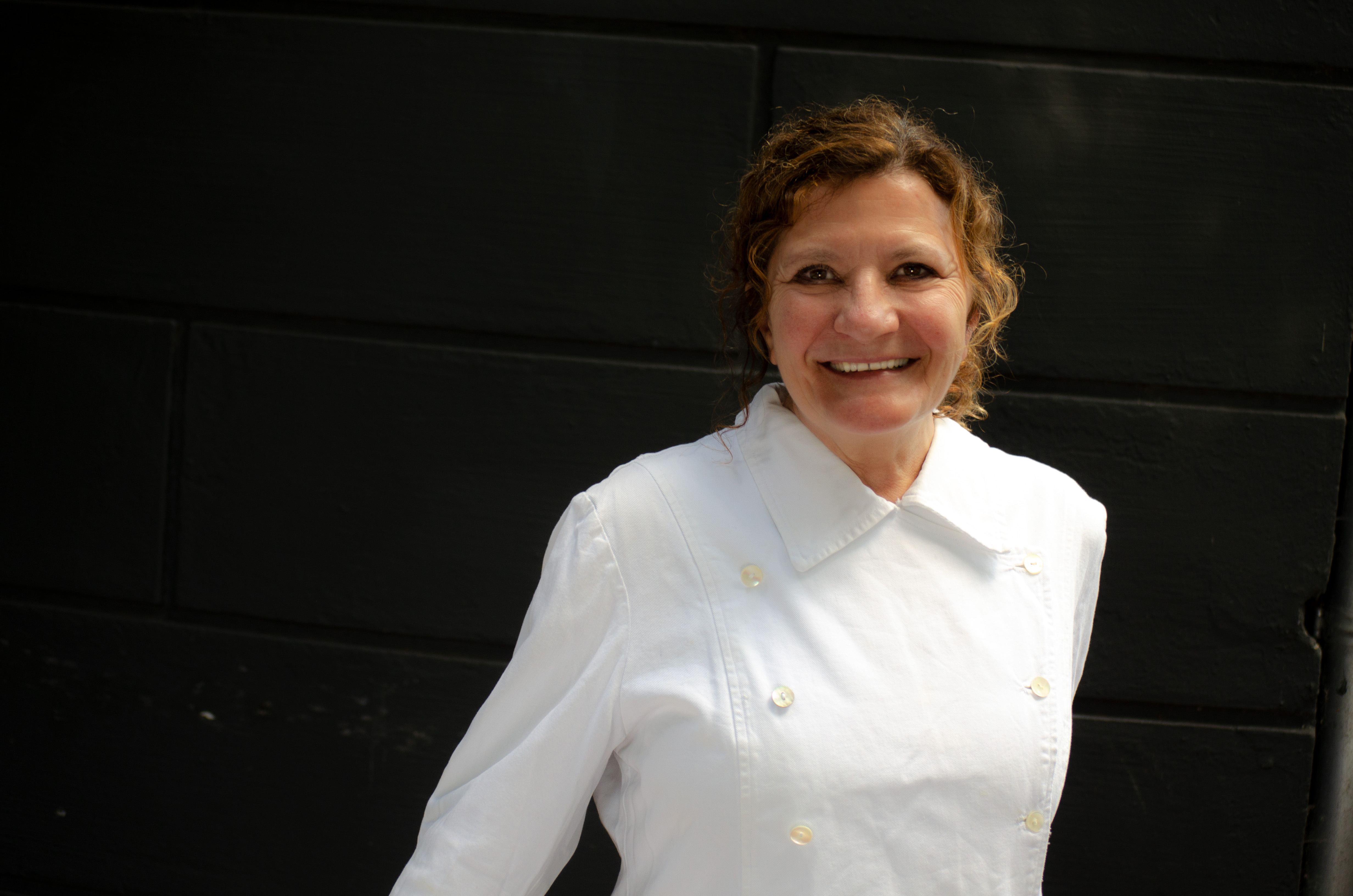
Anna Sgroi
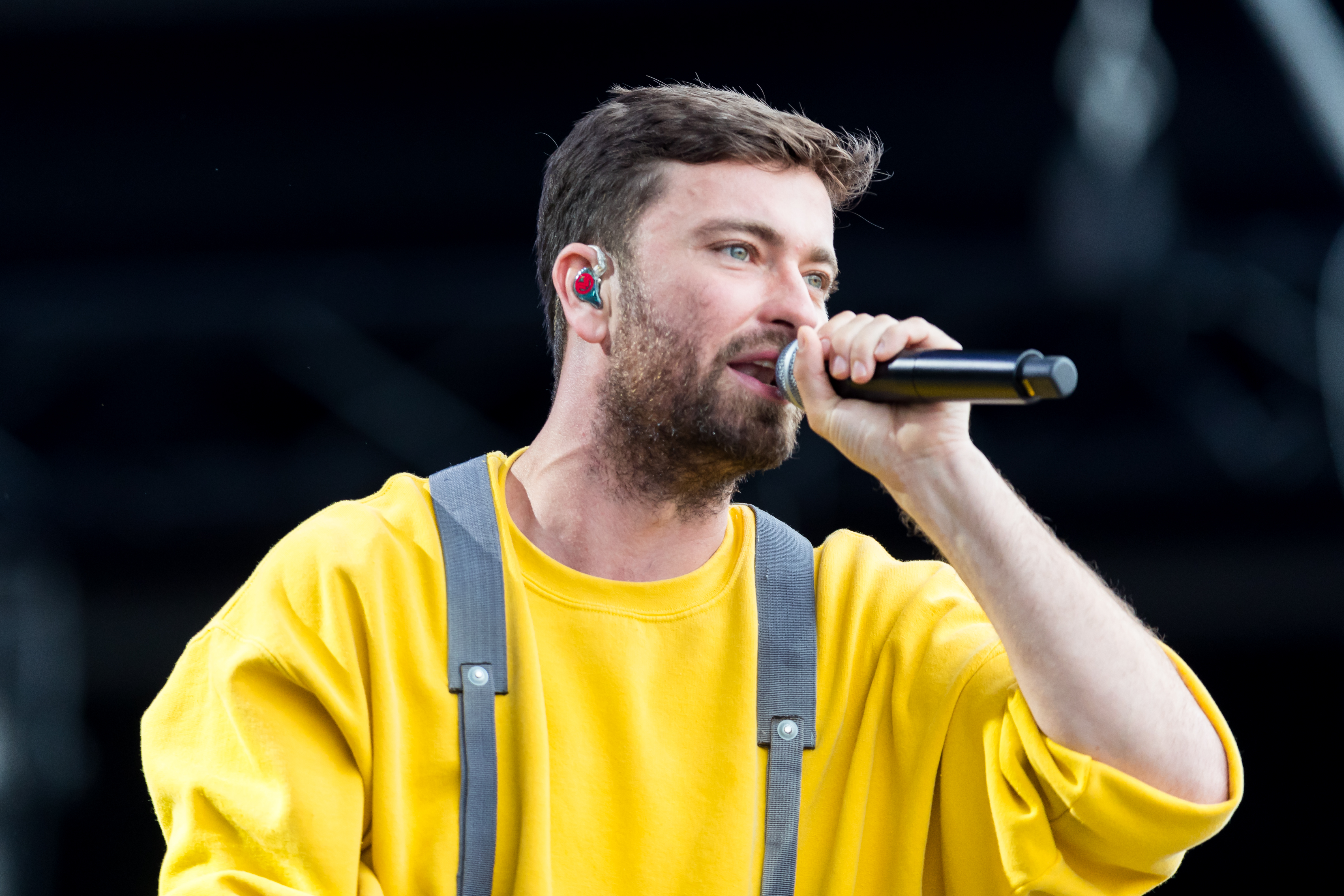
Marteria
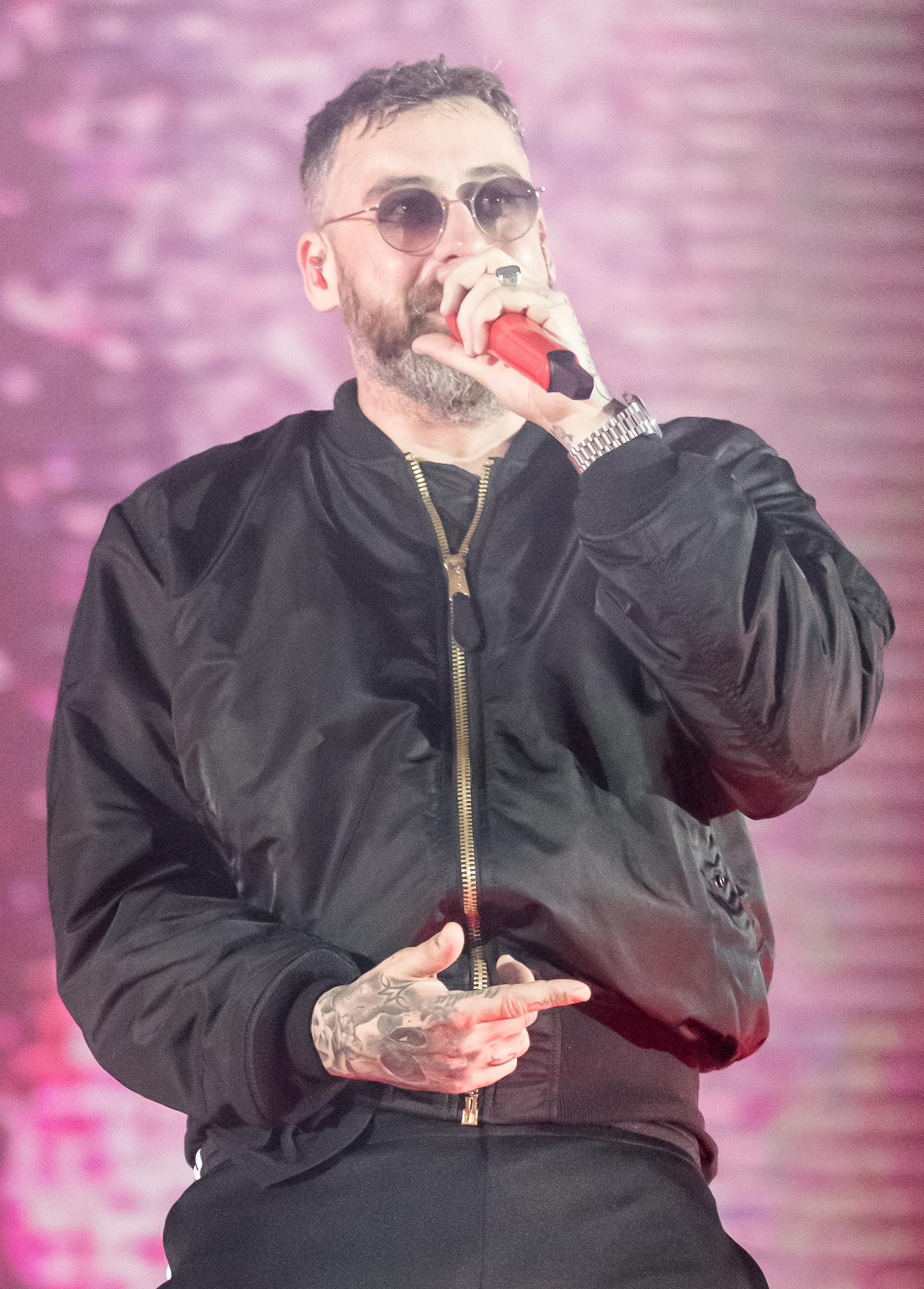
Sido
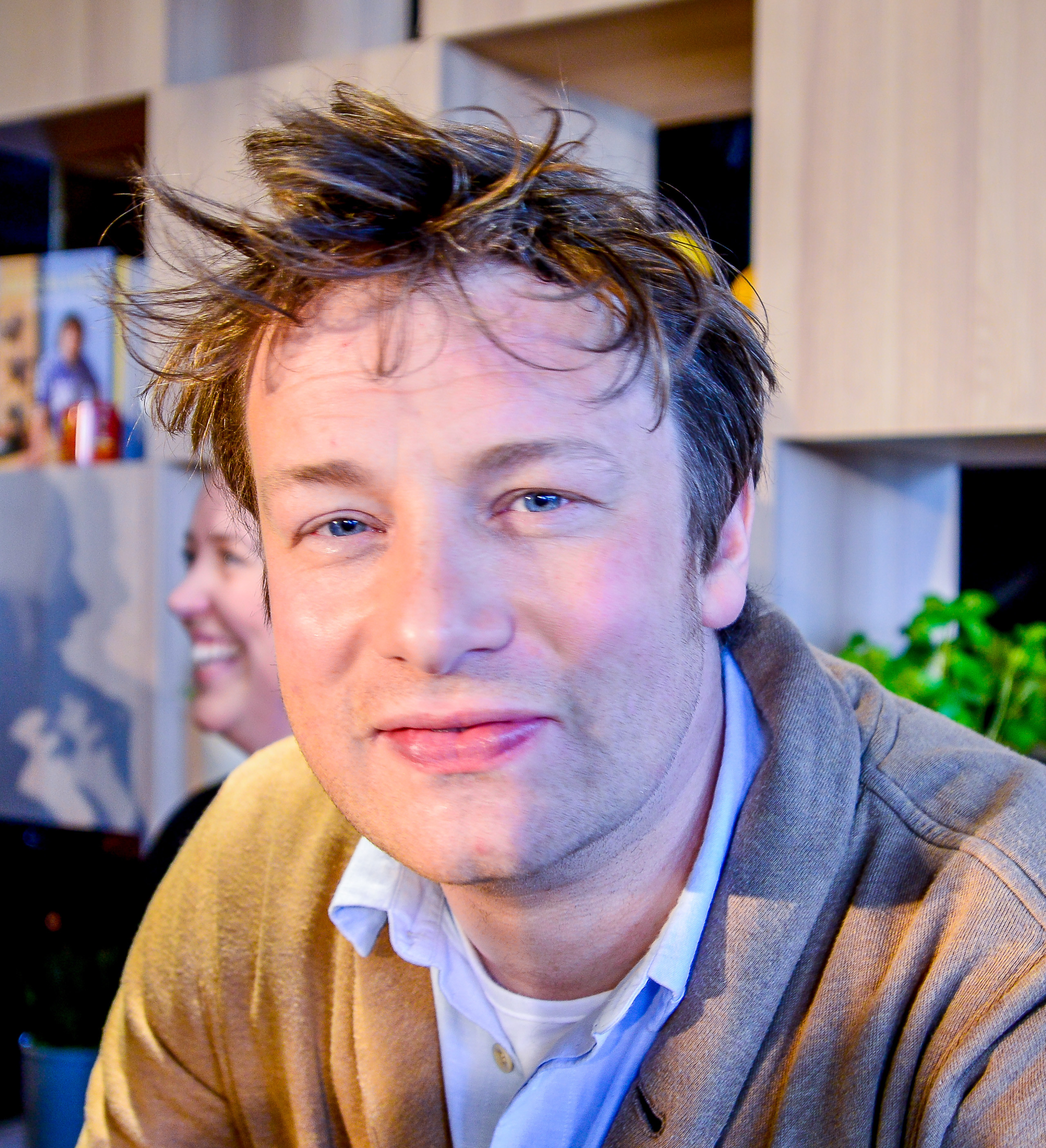
Jamie Oliver

### Mögliches Ende
Mälzer gab in einem Interview bekannt, dass die Sendung ein Ablaufdatum habe und er das Format nicht endlos fortsetzen werde. So sagte er im Interview mit dem Stern im Jahr 2022, dass er die Sendung aller Voraussicht nach wahrscheinlich nur noch drei Jahre machen wolle.

## Nominierungen und Auszeichnungen

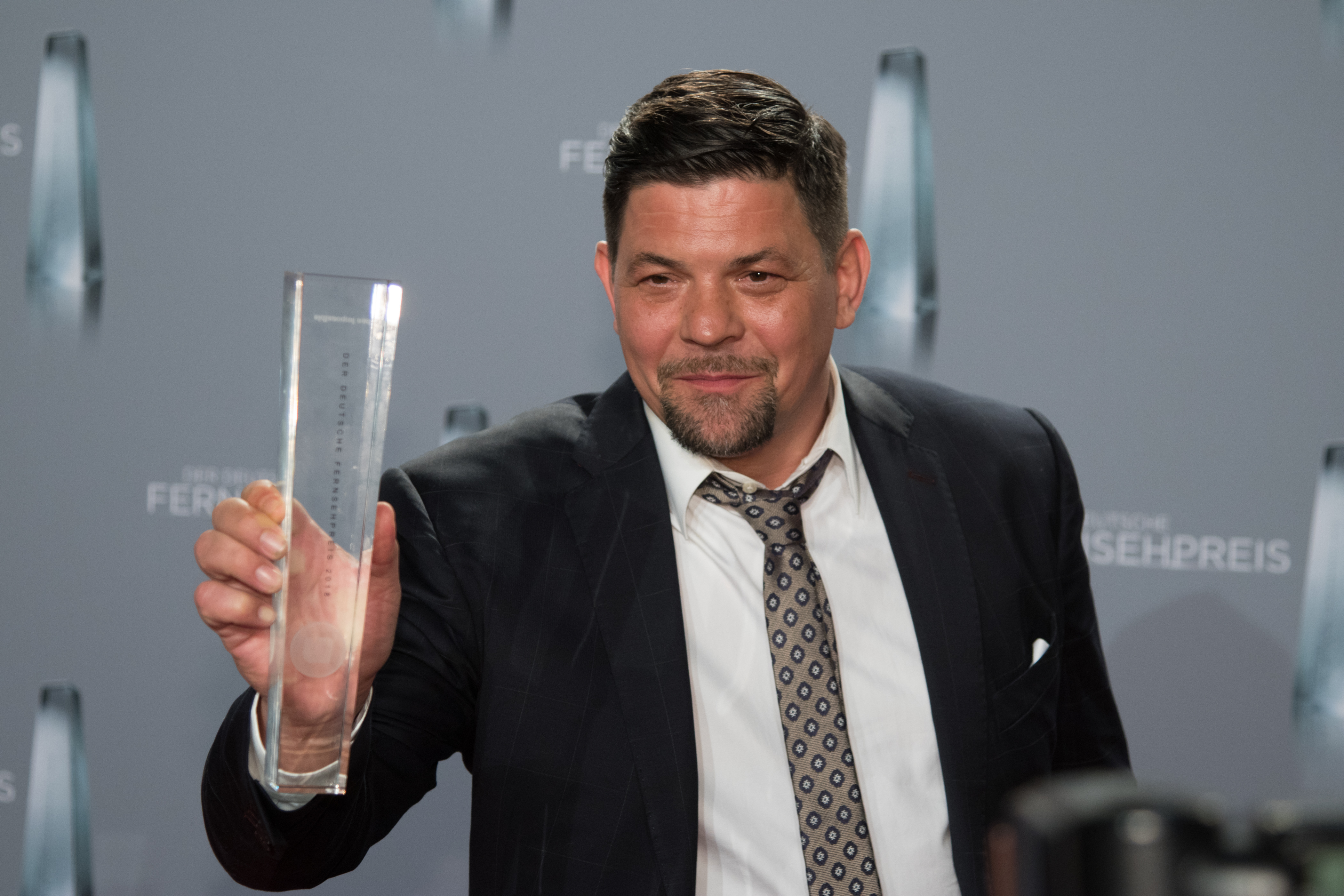
Tim Mälzer mit dem Deutschen Fernsehpreis ausgezeichnet (2018)

Die Sendung wurde zweimal für den 53. und 54. Grimme-Preis 2017 und 2018 nominiert. Des Weiteren gewann die Sendung den Deutschen Fernsehpreis 2017 und 2018 in der Kategorie Bestes Factual Entertainment, wobei man die Konkurrenten Bares für Rares und Die Höhle der Löwen ausstach. Des Weiteren wurde Tim Mälzer für seine Darbietungen in der Sendung in der Publikumskategorie „Show/Unterhaltung“ bei der Romyverleihung 2017 nominiert. Im August 2017 folgte eine Nominierung zur Rose d’Or in der Kategorie Entertainment. Für 2018 erfolgte eine Nominierung für die Goldene Kamera im Bereich Dokutainment.

## Adaptionen
EndemolShine konnte das Format nach Frankreich verkaufen, wo eine Adaption mit französischen Köchen als Cuisine Impossible beim Sender TF1 mit den Köchen Julien Duboué und Juan Arbelaez gesendet wird, wobei ersterer auch in einer Folge der 5. Staffel der deutschen Version zu sehen war. Dieses Format unterscheidet sich vom Original insofern, dass beide Köche in jeder Folge gegeneinander antreten, es also keine wechselnden Duellanten gibt und man den Kontrahenten an jeweils nur eine Location pro Folge schickt. Bisher entstanden 3 Staffeln. Des Weiteren entstand eine Adaption in den Niederlanden mit dem Titel Herman Tegen De Rest mit dem Koch Herman den Blijker, wo das Format seit dem 29. Januar 2019 beim Sender RTL4 zu sehen ist. Während die französische Adaption dem deutschen Original in ihrer Umsetzung ähnelt, unterscheidet sich die niederländische Version durch kürzeren Episodenumfang, wobei pro Folge beide Köche in derselben Location antreten und dort das gleiche Gericht zubereiten, wie auch dass es nur dieses eine Duell anstatt den aus dem Original bekannten zwei pro Folge gibt, wodurch die Nettospielzeit mit ca. 40 Minuten erheblich kürzer ausfällt.
Das Grundkonzept des 2016 vom ZDF gestarteten Formats Stadt, Land, Lecker ähnelt dem von Kitchen Impossible so stark, dass es unter anderem von der Programmzeitschrift TV Movie als Imitation bezeichnet wurde.